# Palazzi e architetture del centro storico di Udine

## Palazzi di via Mercatovecchio
- Casa Sabbadini, (XVI secolo), la facciata fu affrescata da Giovanni Battista Grassi di cui oggi rimane visibile una raffigurazione di Giove. All'angolo dell'edificio è posto il traguardo della corsa del palio cinquecentesco, nell'Ottocento ospitò un albergo denominato Torre di Londra che diede rifugio a vari patrioti.
- Palazzo Bartolini, realizzato nel XVII secolo in piazza Marconi, ospita la Biblioteca civica Vincenzo Joppi
- Palazzo del Monte di Pietà, (XVII secolo), la costruzione fu iniziata nel cinquecento su progetto di Francesco Floreani, nel seicento si procedette alla realizzazione dell'attuale facciata su progetto di Bartolomeo Rava e Giuseppe Benoni. Al suo interno si trova la Cappella di Santa Maria del Monte affrescata nel 1694 da Giulio Quaglio.
- Palazzo Sacchia, risalente al XVI secolo, nel 1896 Arturo Malignani lo dotò di uno dei primi sistemi d'illuminazione con lampade all'acetilene.

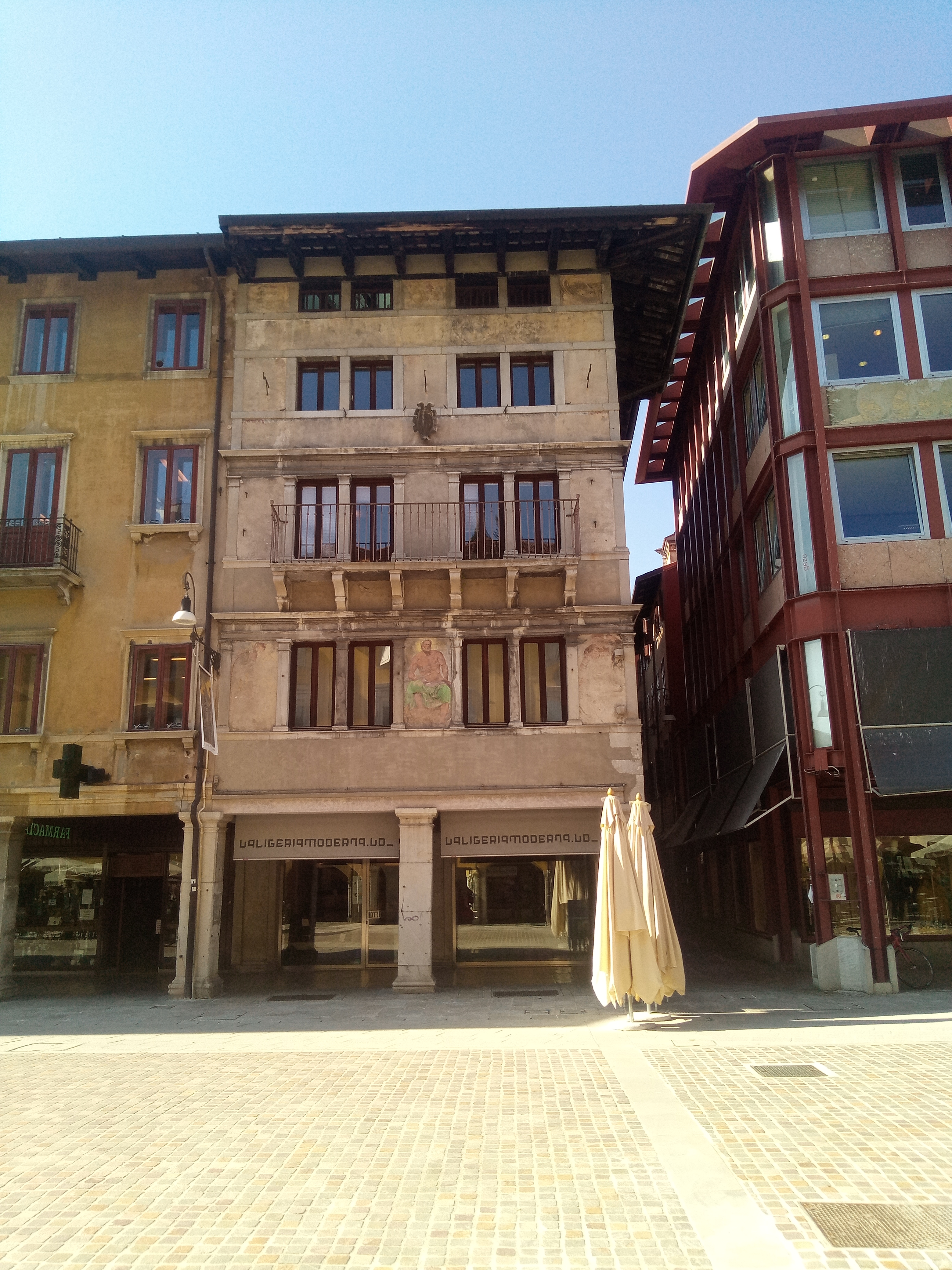
Casa Sabbadini
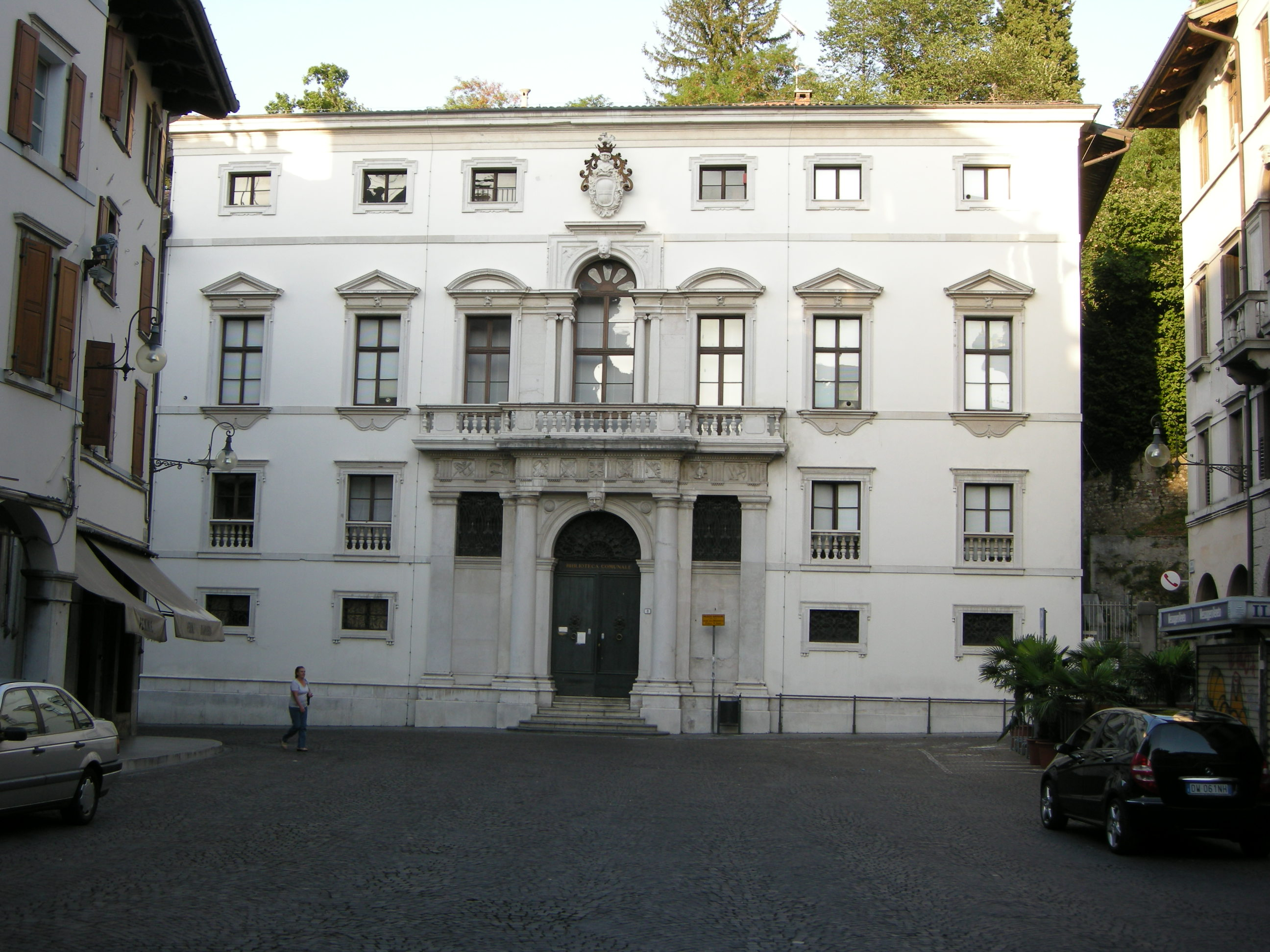
Palazzo Bartolini
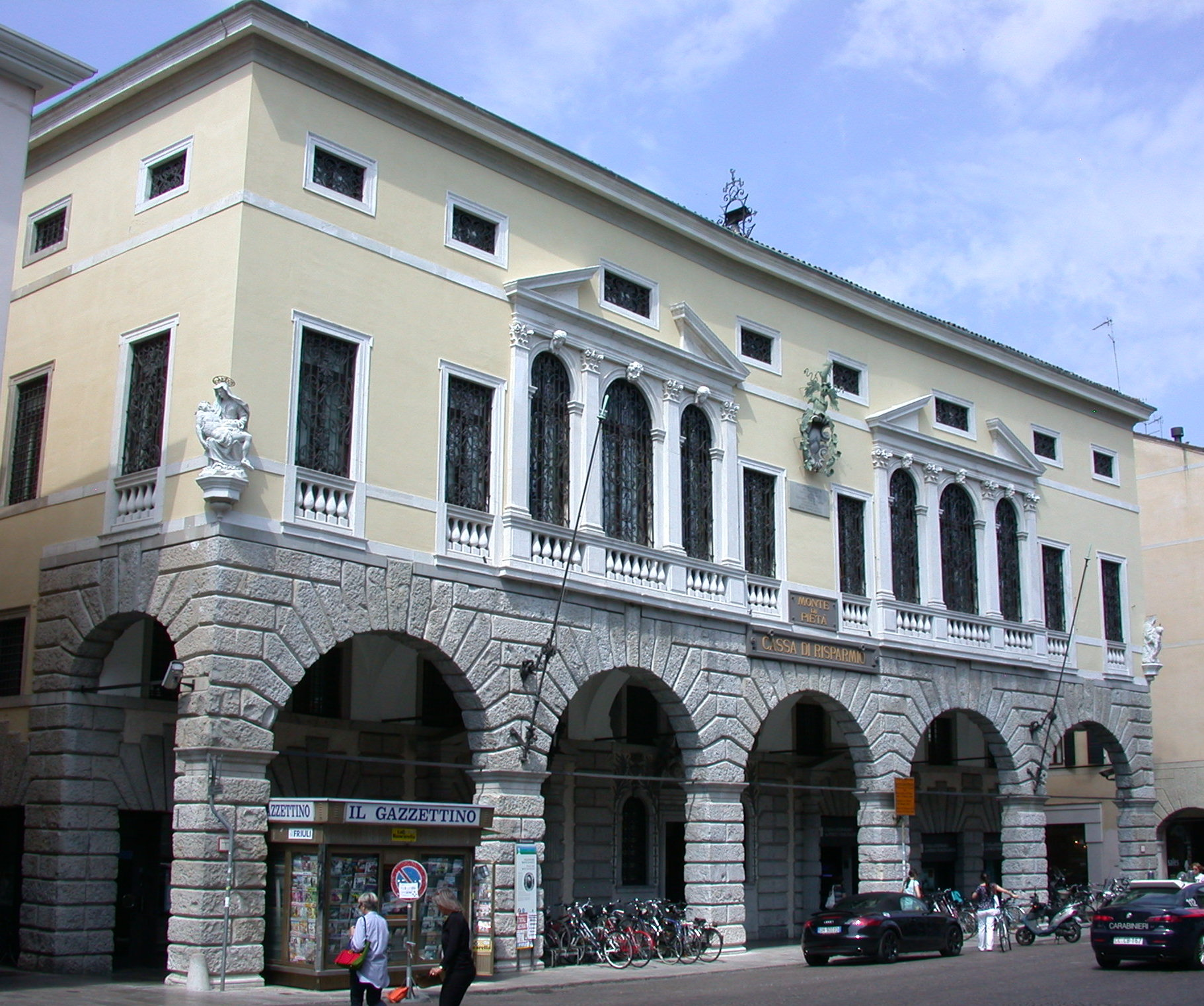
Palazzo del Monte di Pietà
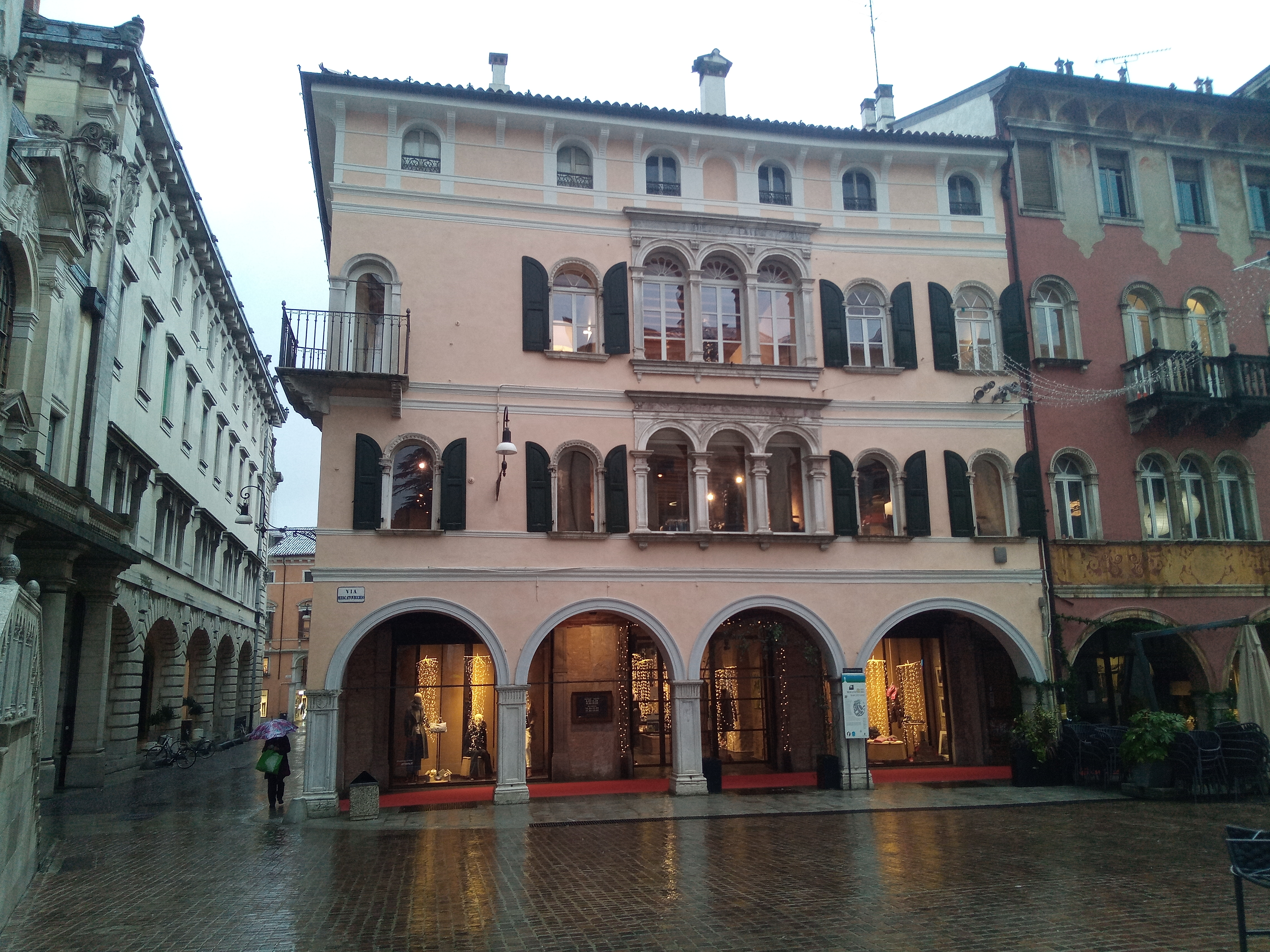
Palazzo Sacchia

## Palazzi di borgo San Cristoforo-borgo Gemona
- Palazzo Antonini Casa Grande
- Palazzo Antonini Cernazai, risalente al 1595 fu fatto costruire dagli Antonini, nobile famiglia proprietaria di diversi palazzi della città, nel 1821 passò di proprietà alla famiglia Cernazai e nel 1908 divenne la sede del collegio arcivescovile, nel 1968 fu acquistato dal neocostituito Consorzio universitario friulano e con la nascita nel 1978 dell'Università di Udine ne divenne la prima sede, oggi ospita le facoltà umanistiche. Attaccata al palazzo sorge la cosiddetta casetta trecentesca che rappresenta l'unico edificio rimasto in città in stile romanico in seguito rimaneggiata in stile gotico.
- Palazzo Caiselli, risalente al XVII secolo con la facciata realizzata nel XIX secolo in stile neoclassico, appartenuto ai Conti Caiselli oggi è sede del dipartimento di Storia e Tutela dei Beni Culturali dell'Università di Udine.
- Palazzo Florio, fatto costruire dai Conti Florio a partire dal 1763 sotto la guida di Luca Andrioli, nel 1982 è destinato a sede del rettorato dell'Università, nel 1986 è sottoposto a lavori di restauro e consolidamento antisismico su progetto di Gino Valle.

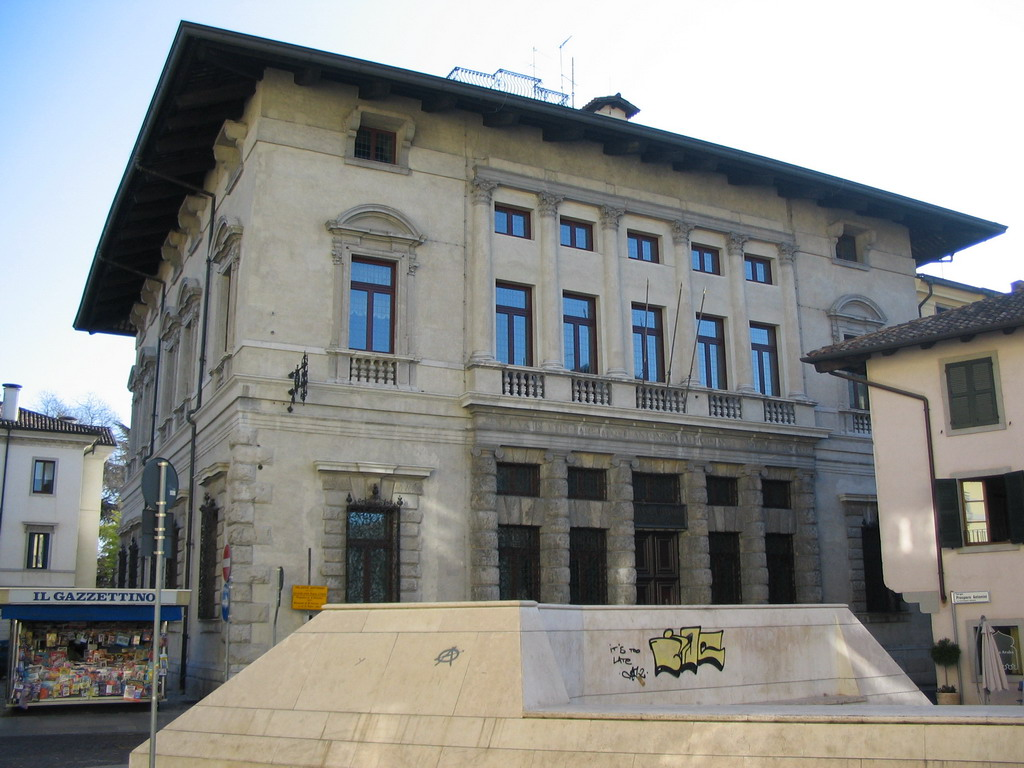
Palazzo Antonini Casa Grande
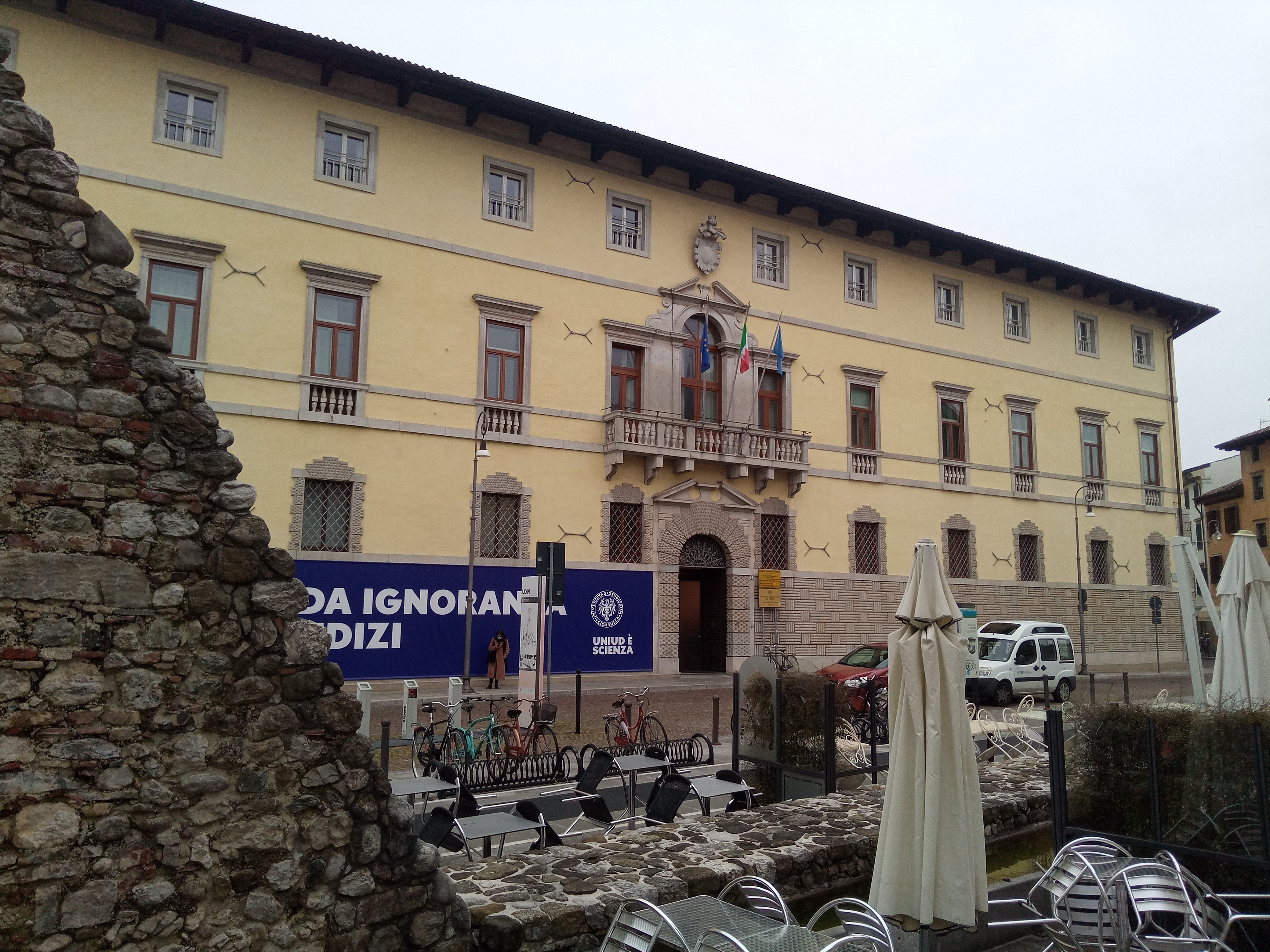
Palazzo Antonini Cernazai
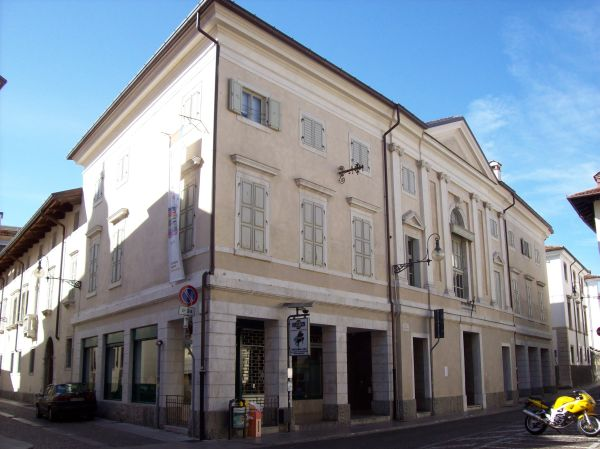
Palazzo Caiselli
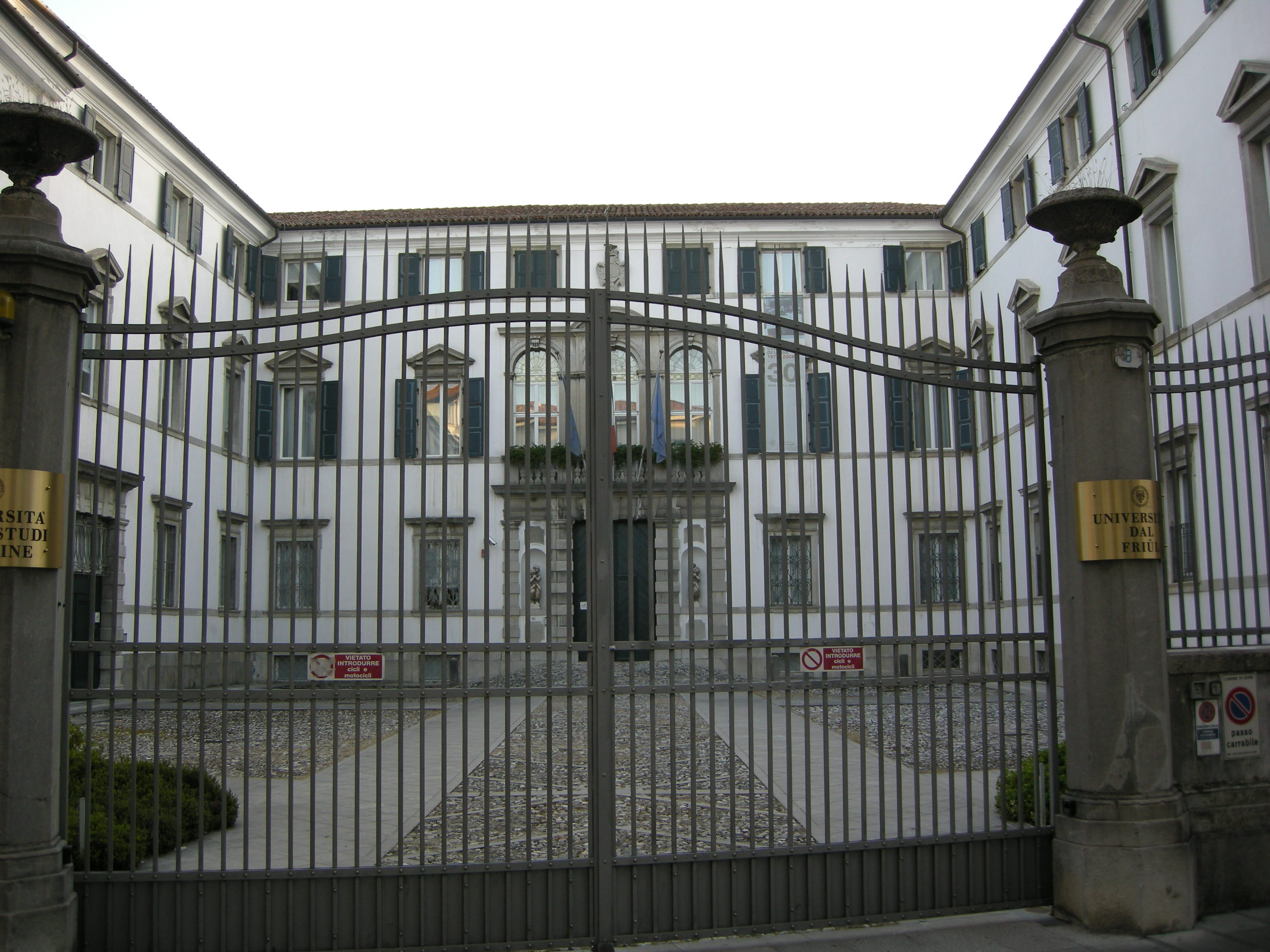
Palazzo Florio

## Palazzi di via Manin

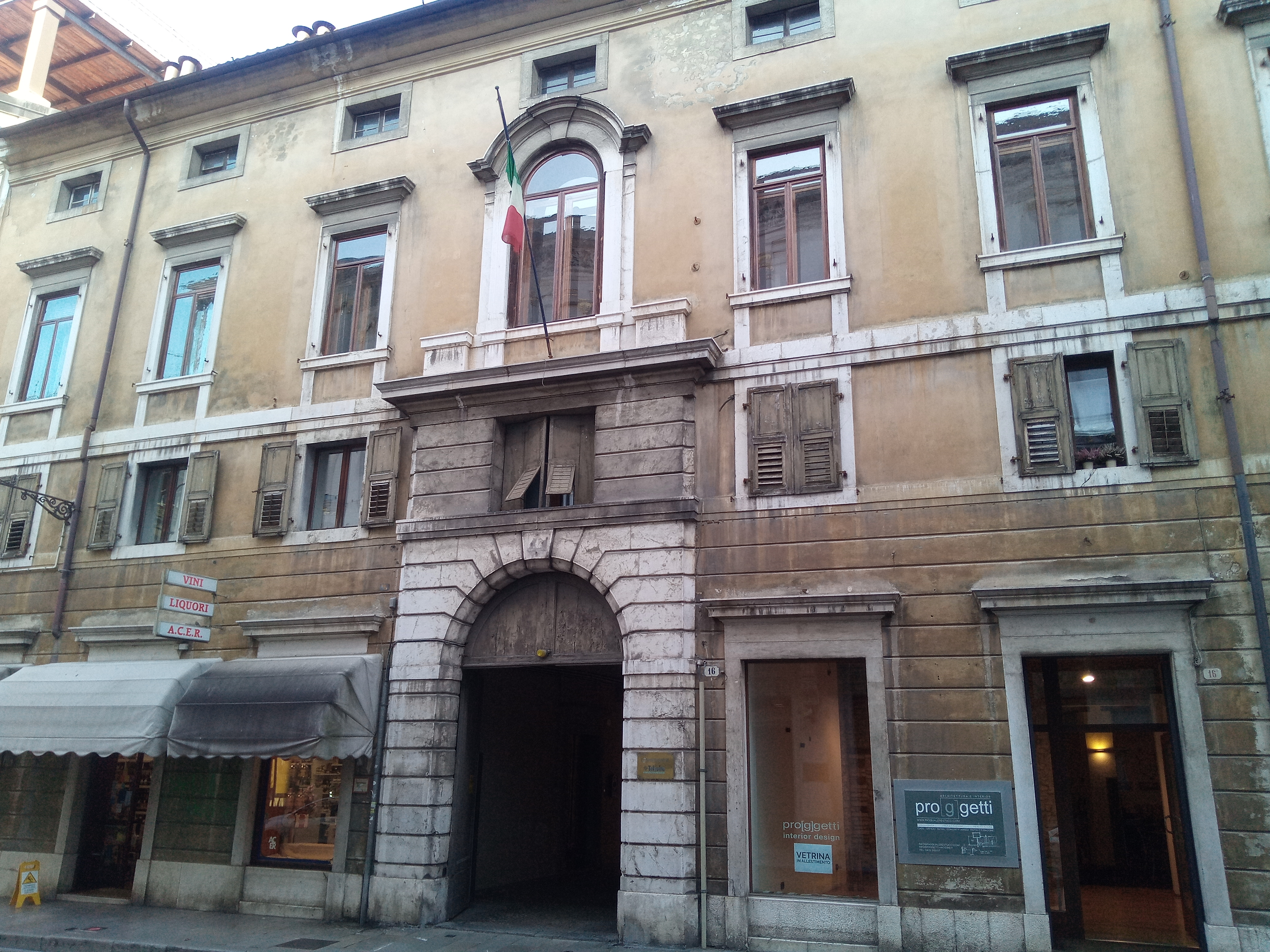
Palazzo Asquini
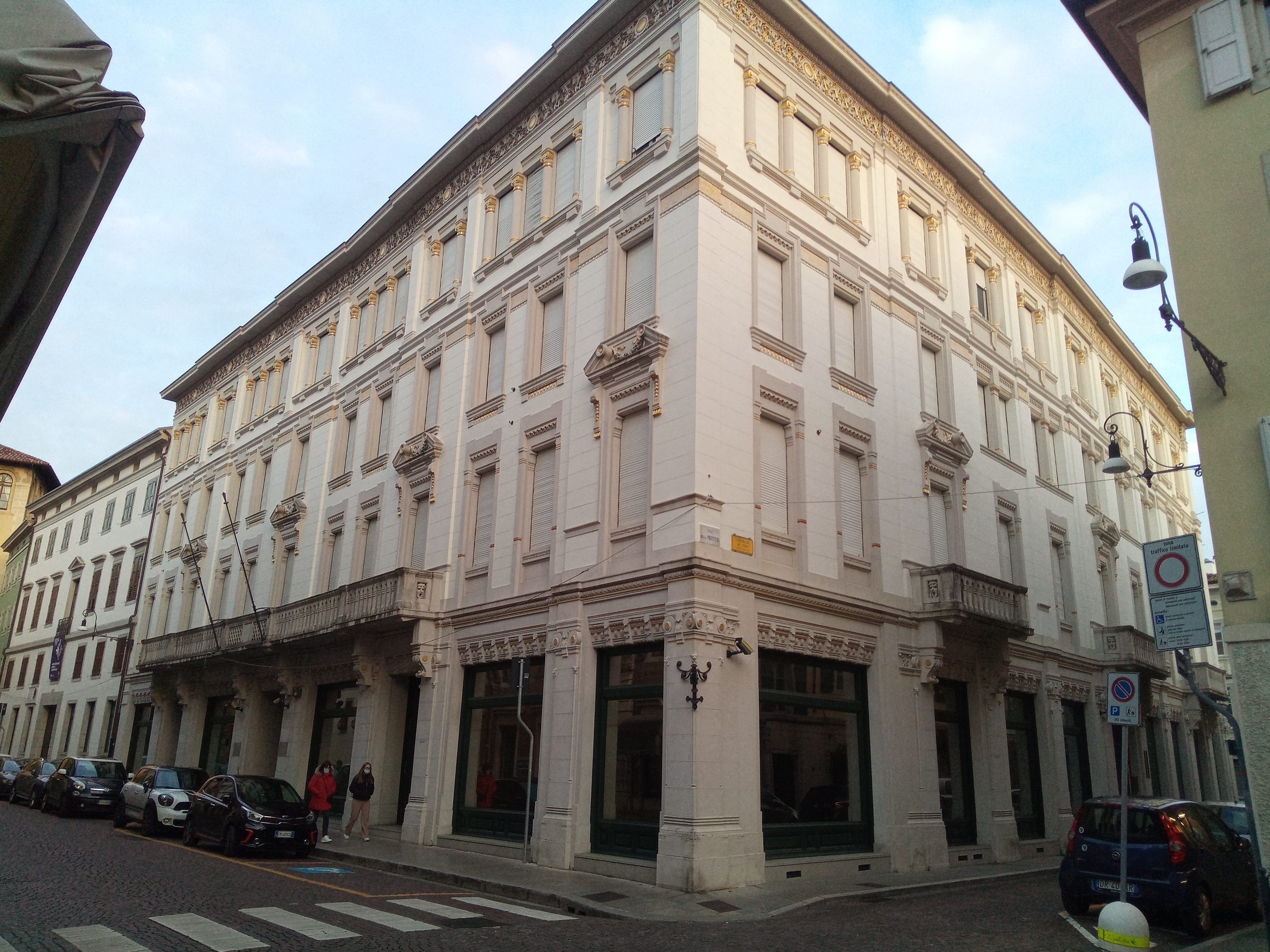
Palazzo Contarini
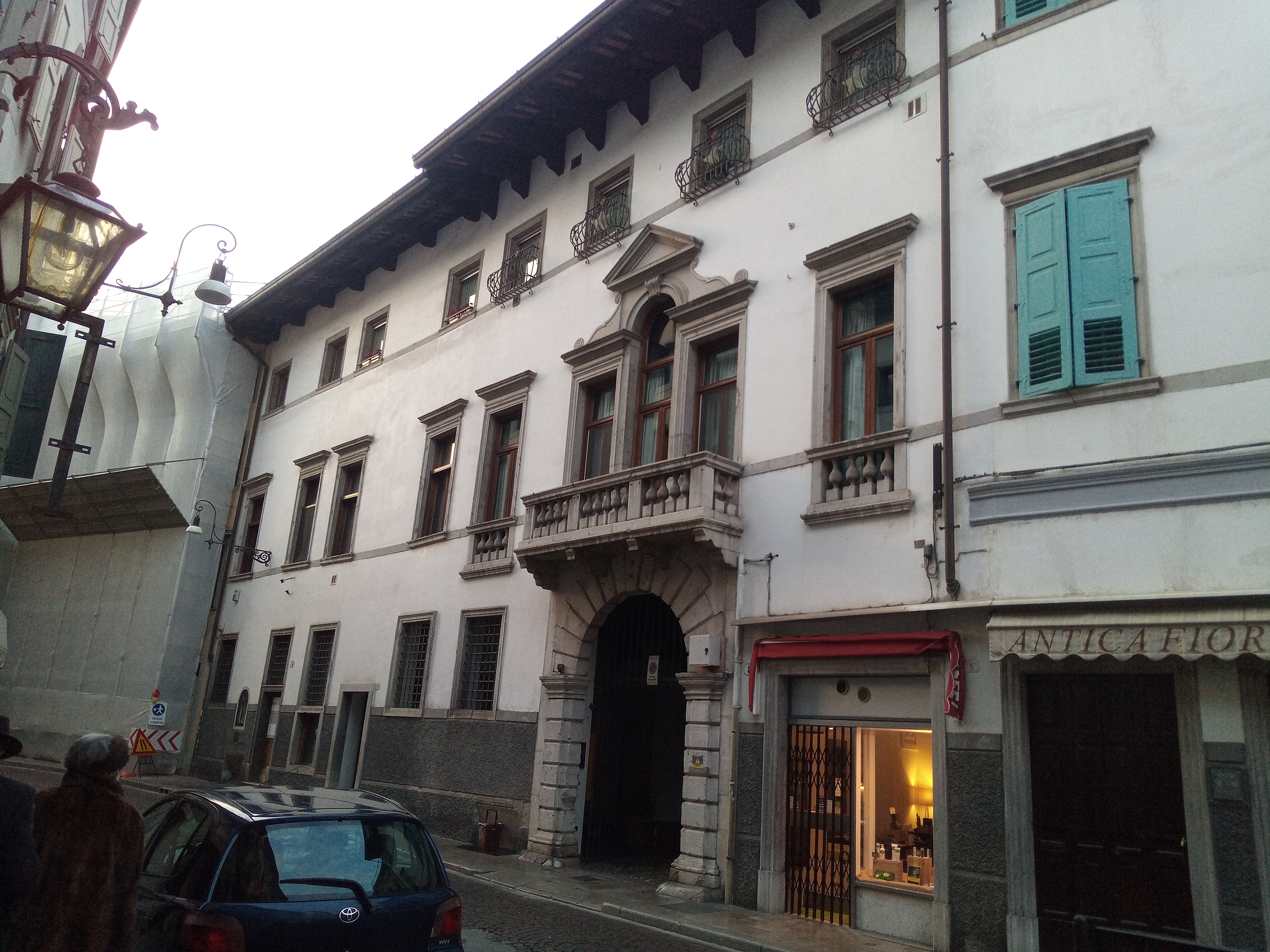
Palazzo Caratti
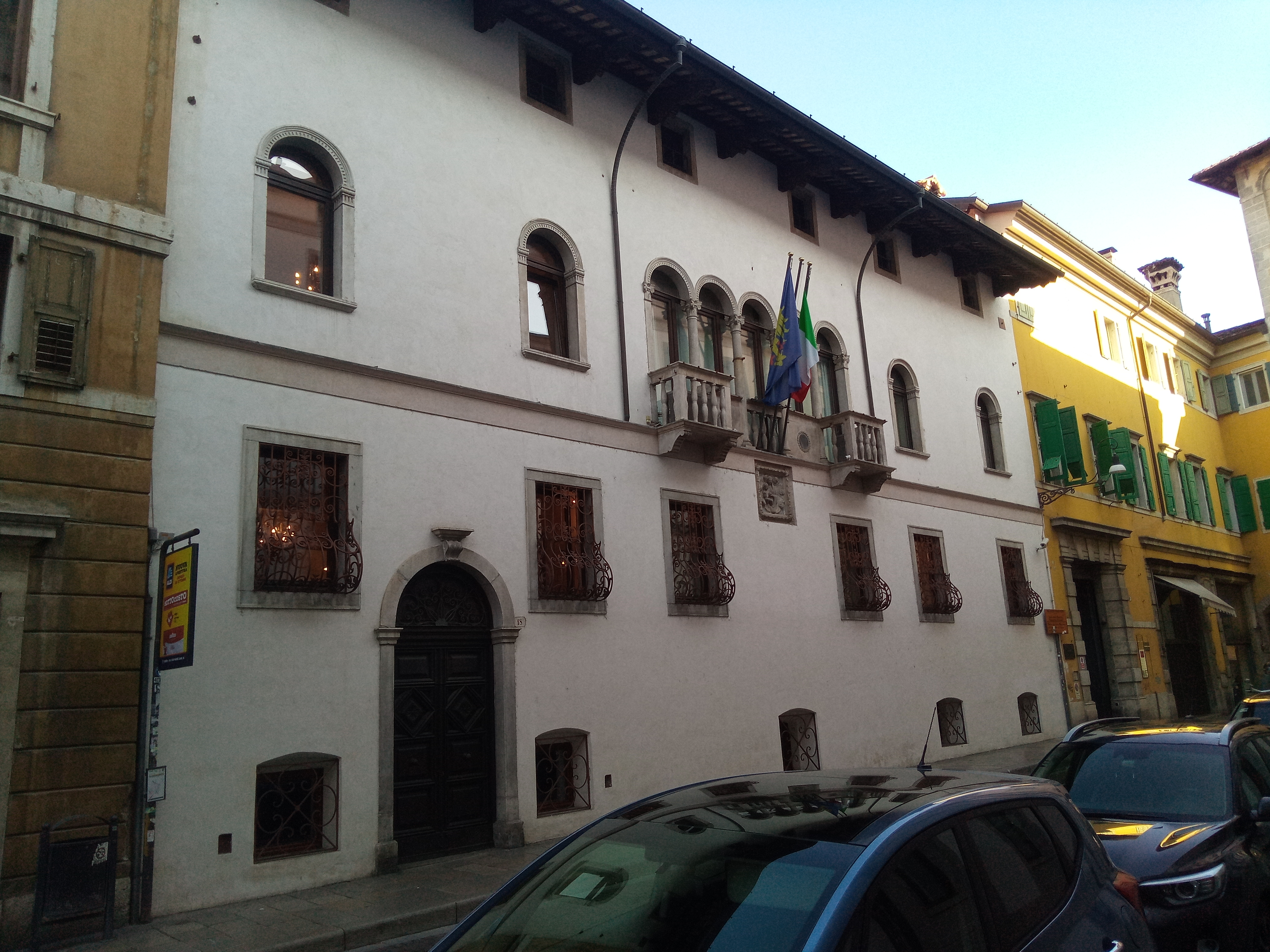
Palazzo Filittini-Caimo
- Palazzo Manin
- Palazzo Mantica

- Palazzo Asquini
- Palazzo Contarini
- Palazzo Manin
- Palazzo Mantica

## Palazzo D'Attimis

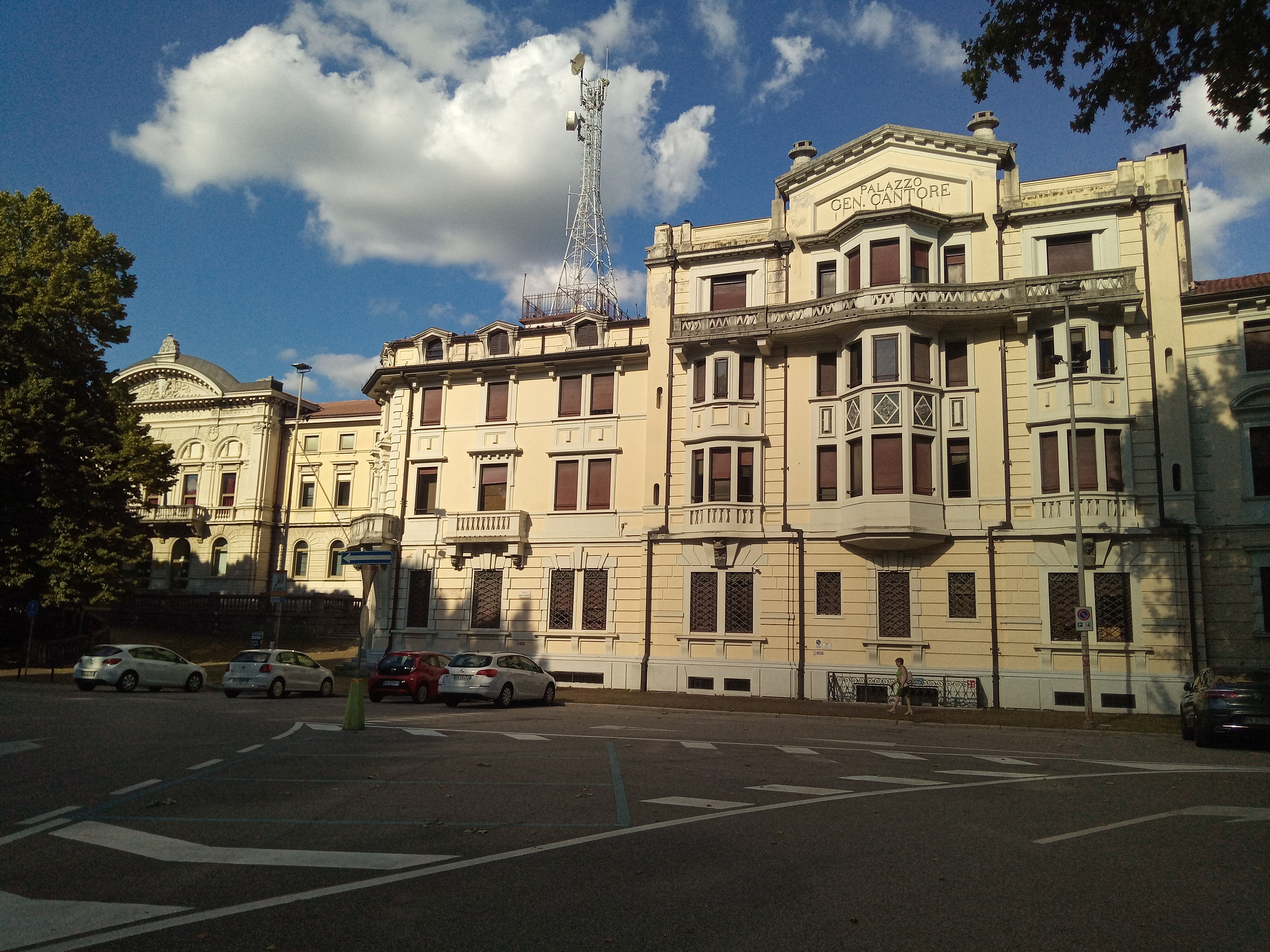
Palazzo General Cantore
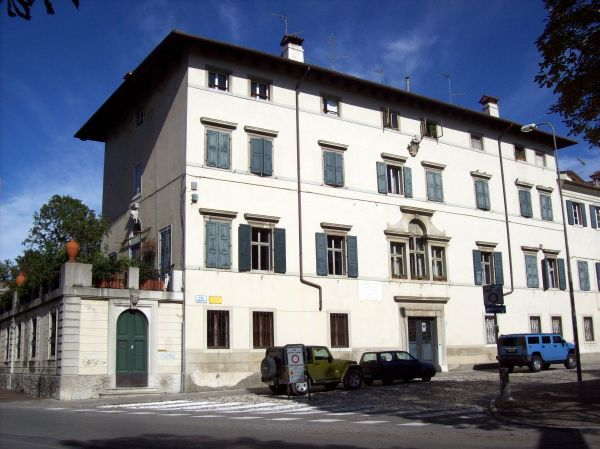
Palazzo Liruti
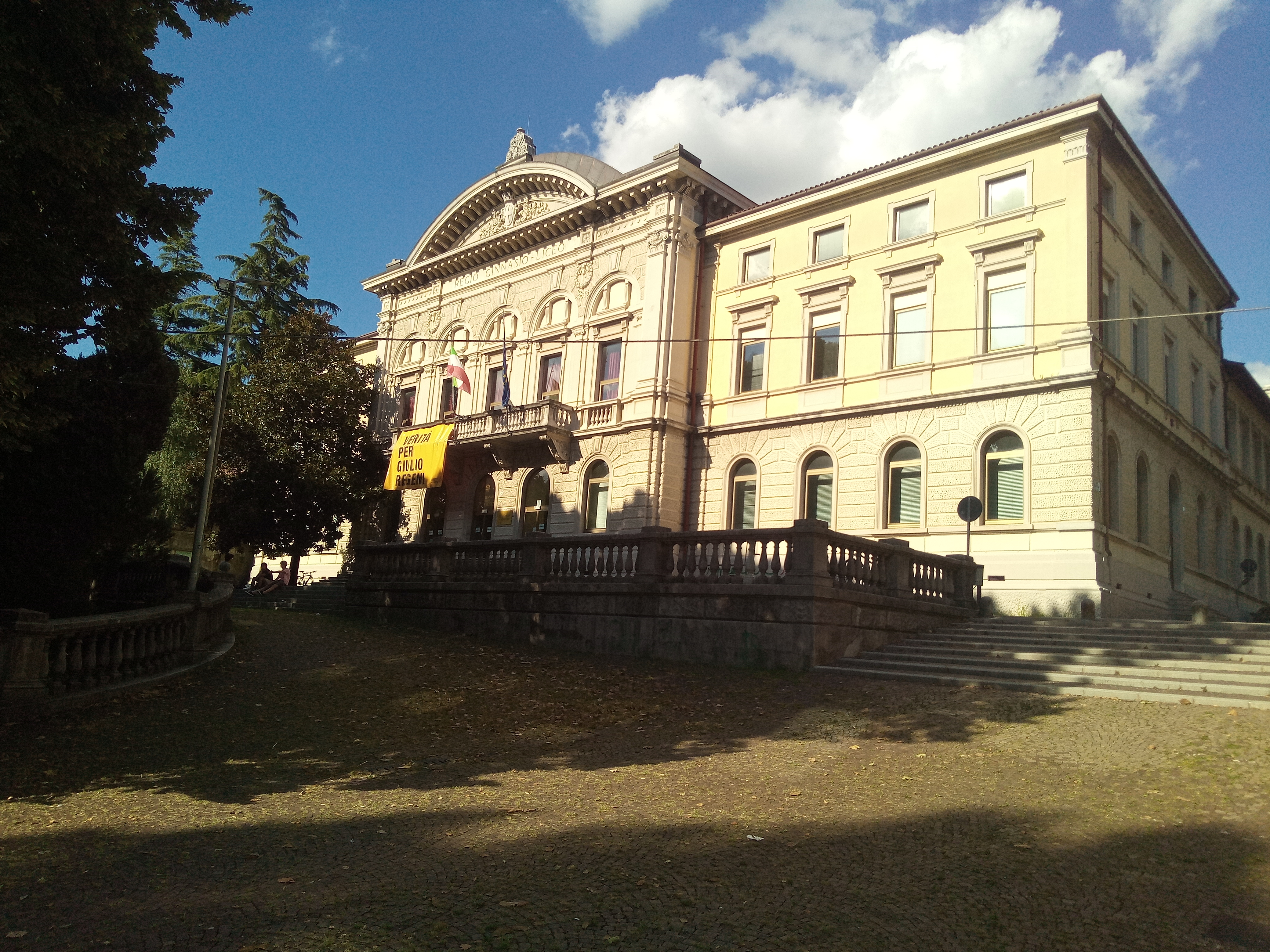
Palazzo del Liceo Classico
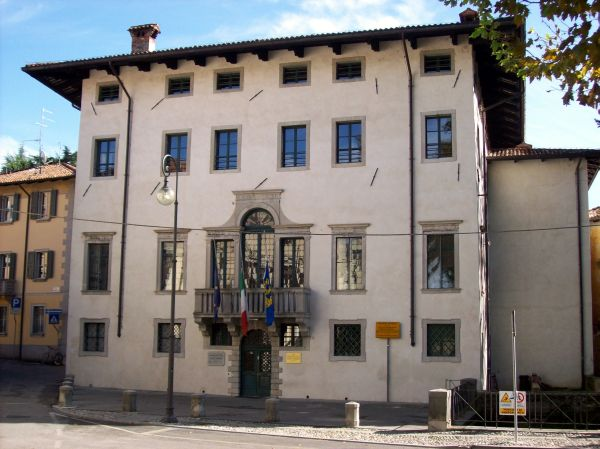
Palazzo Ottelio

- Palazzo General Cantore
- Palazzo Liruti
- Palazzo del Liceo Classico
- Palazzo Ottelio

## Palazzi di piazza Patriarcato-via Treppo
- Palazzo Antonini-Belgrado (della Provincia)
- Palazzo Patriarcale
- Palazzo della Porta, oggi sede della Curia Arcivescovile
- Palazzo del Seminario Vecchio (poi ex Tribunale), del 1772

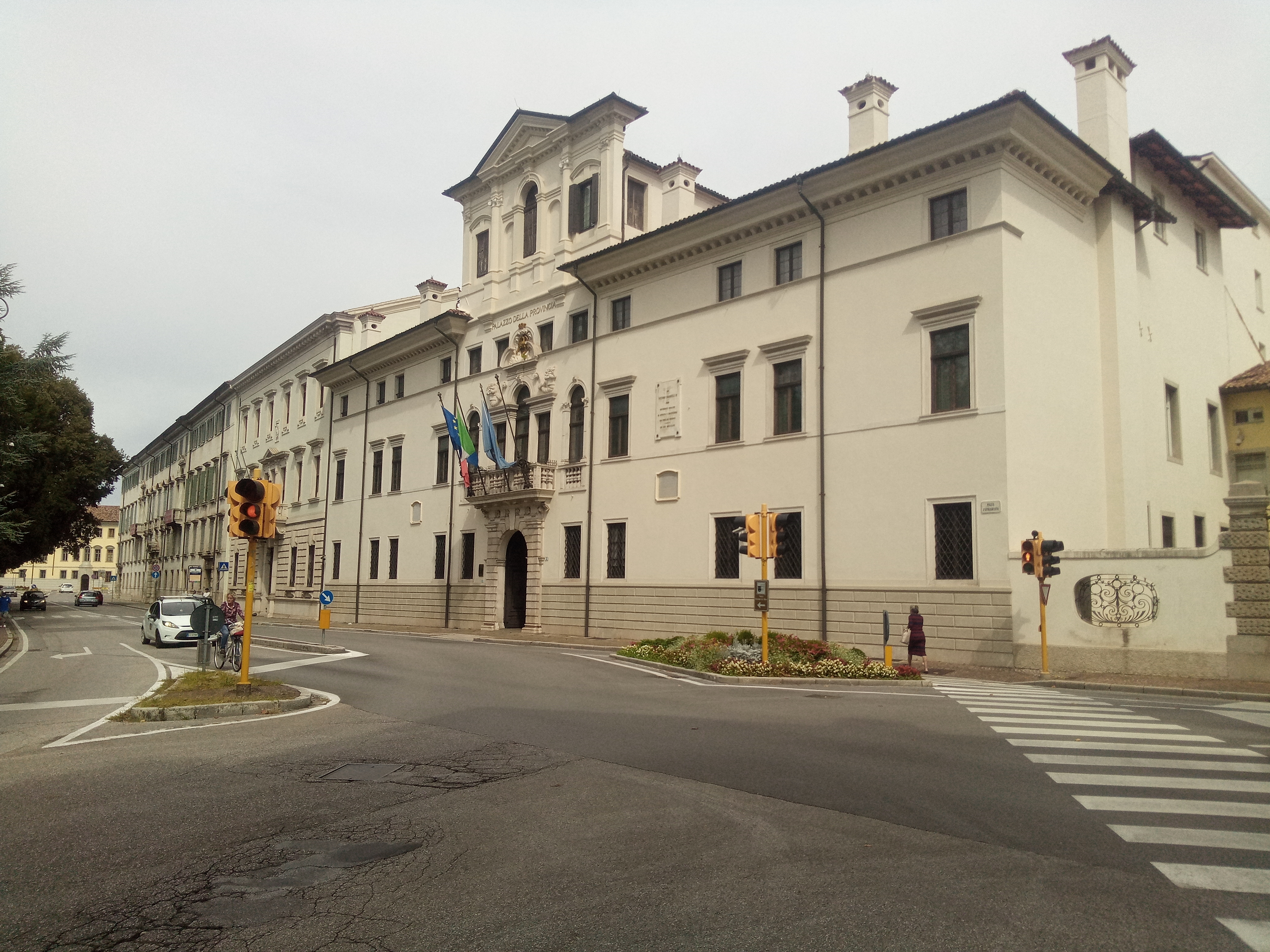
Palazzo Antonini-Belgrado
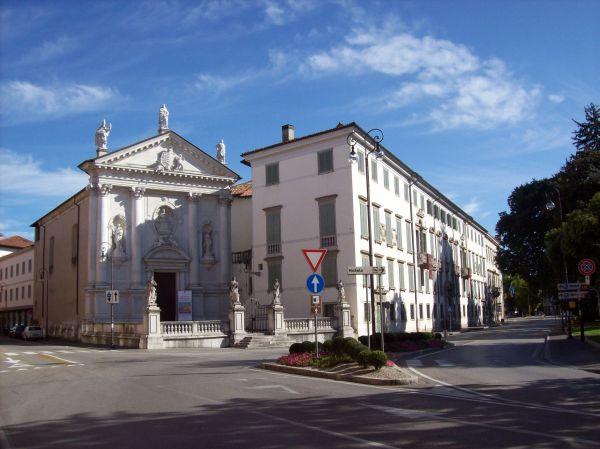
Palazzo Arcivescovile-Patriarcale
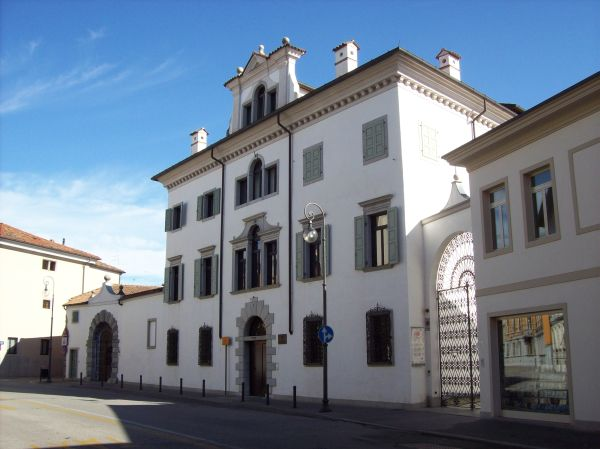
Palazzo della Porta
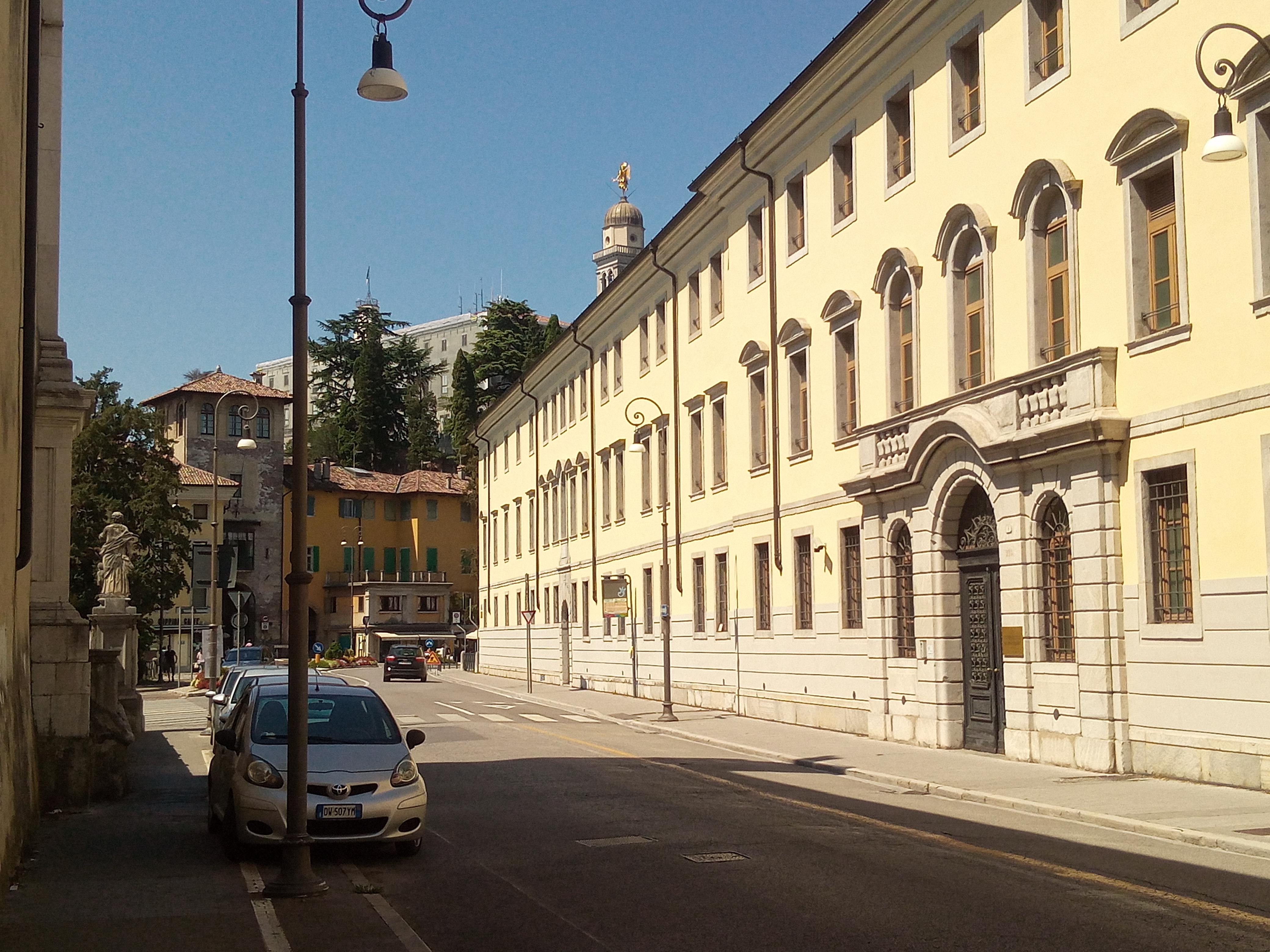
Palazzo del Seminario Vecchio

## Palazzi di via Aquileia

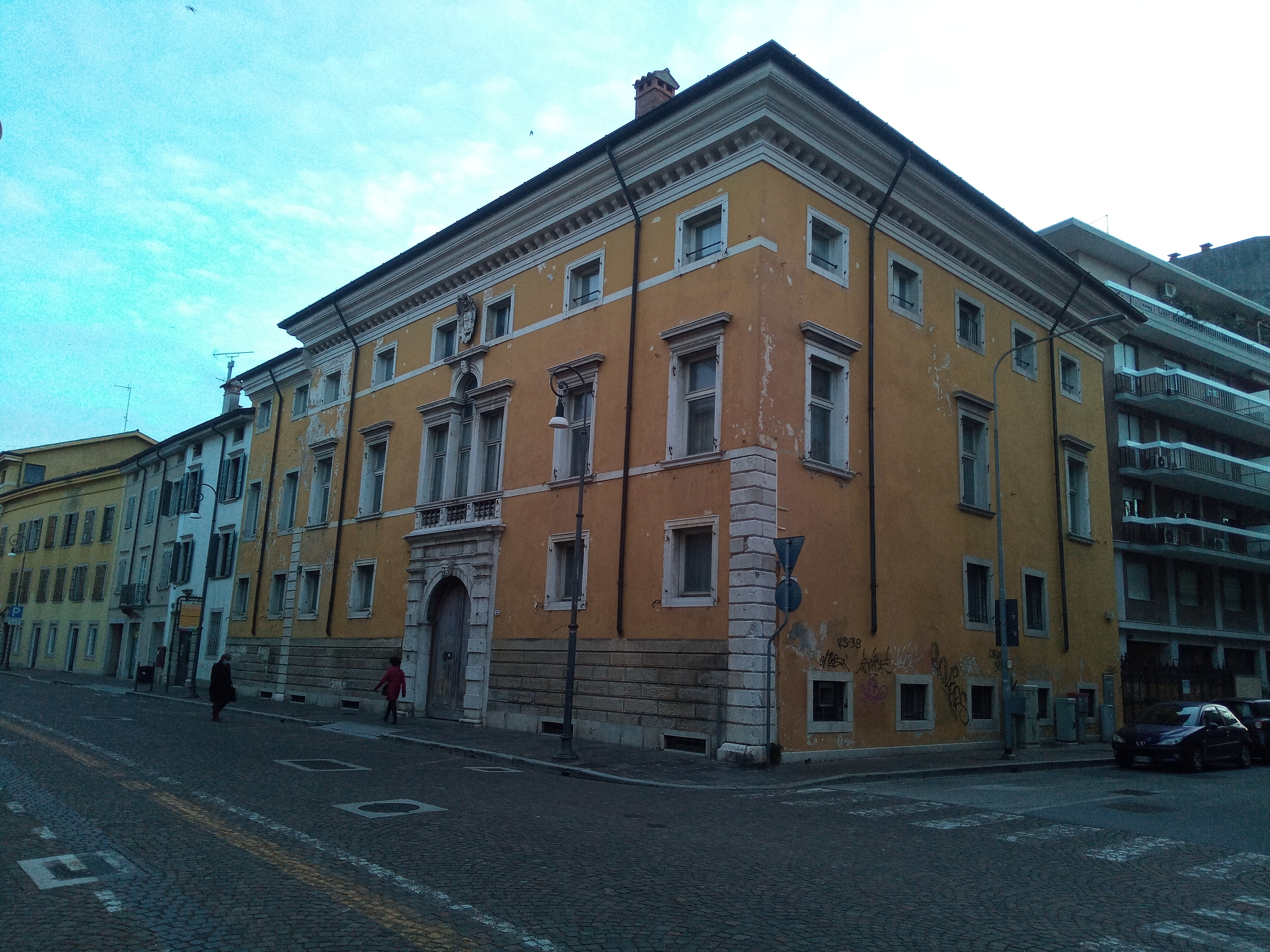
Palazzo Daneluzzi Braida
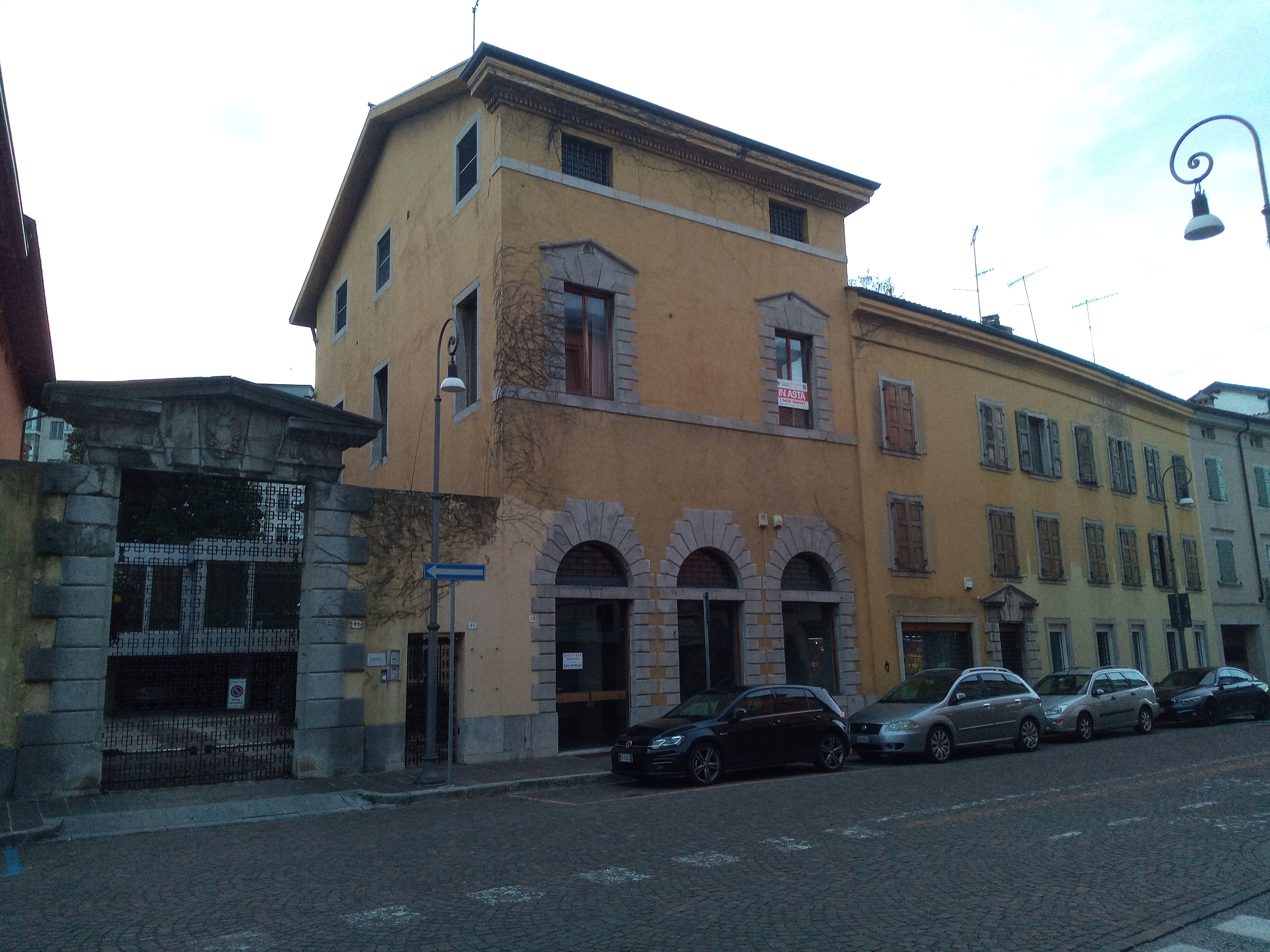
Palazzo di Varmo Buiatti
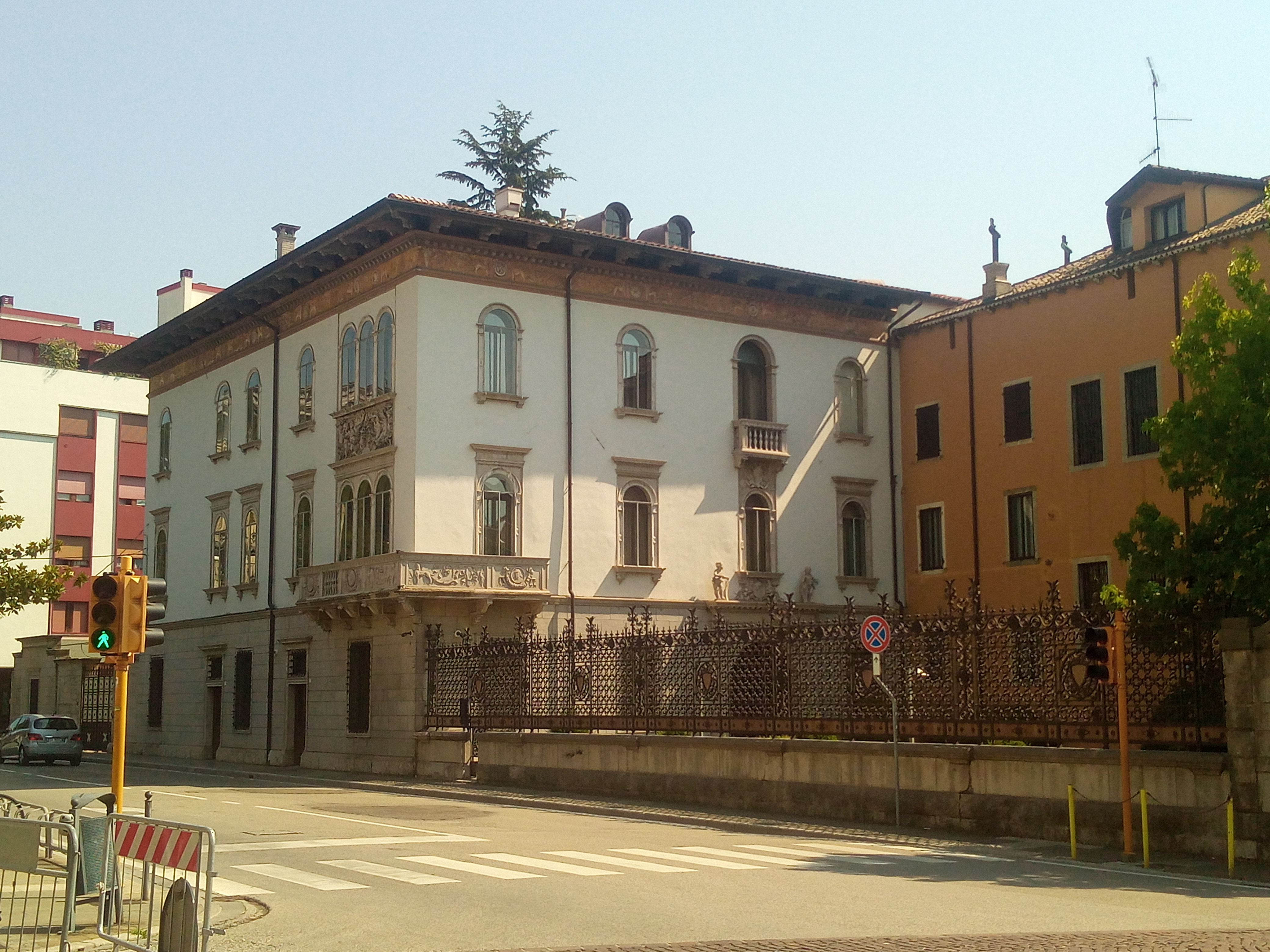
Palazzo Valvason Maniago
- Palazzo Pontoni

- Palazzo Daneluzzi Braida
- Palazzo di Varmo Buiatti
- Palazzo Pontoni

## Palazzi di via Vittorio Veneto
- Casa Lovaria
- Palazzo Tinghi
- Palazzo Beretta
- Palazzo Concina
- Palazzo delle Poste
- Palazzo Strassoldo-Manin (ex Banca del Friuli)

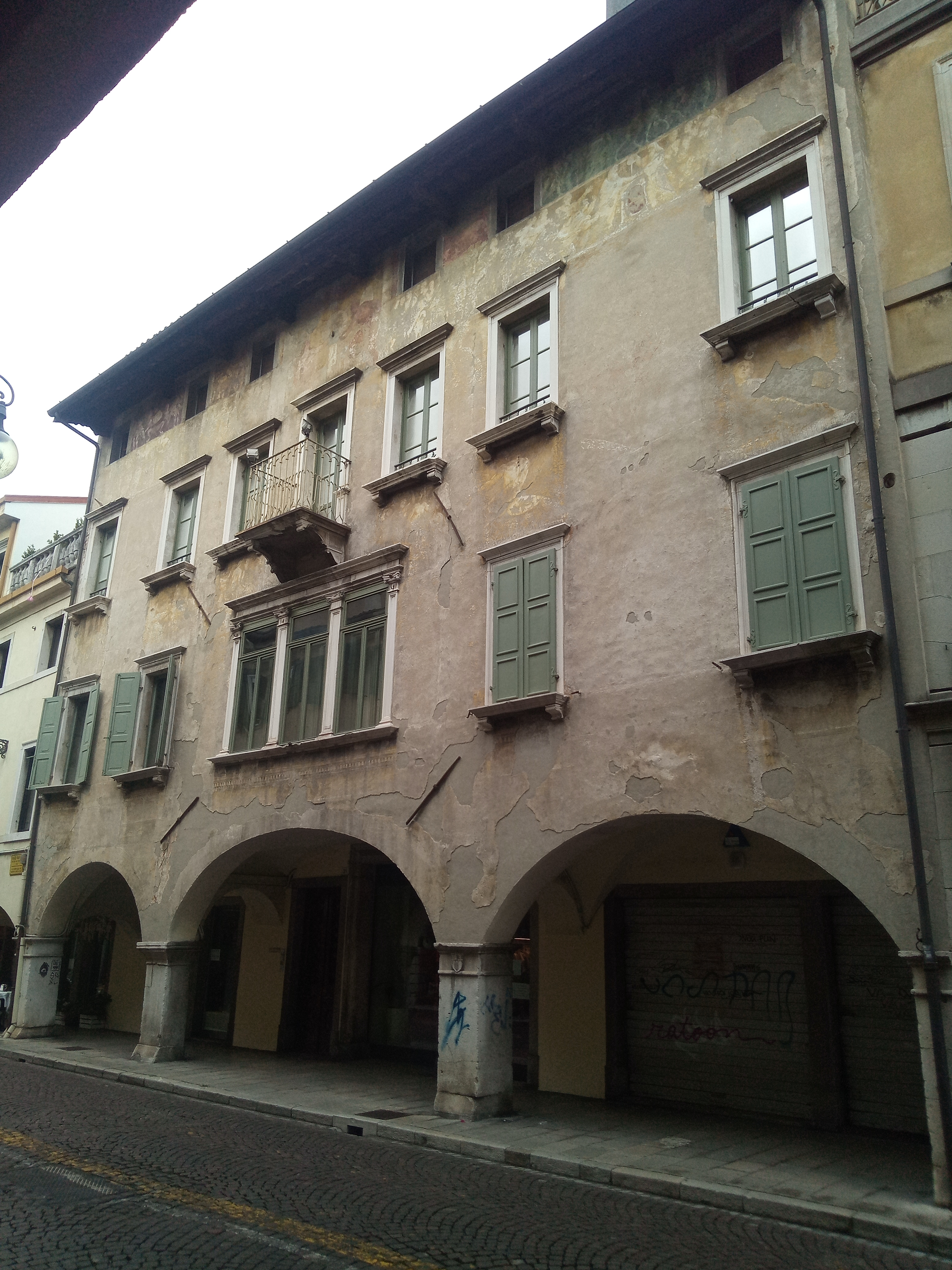
Palazzo Tinghi
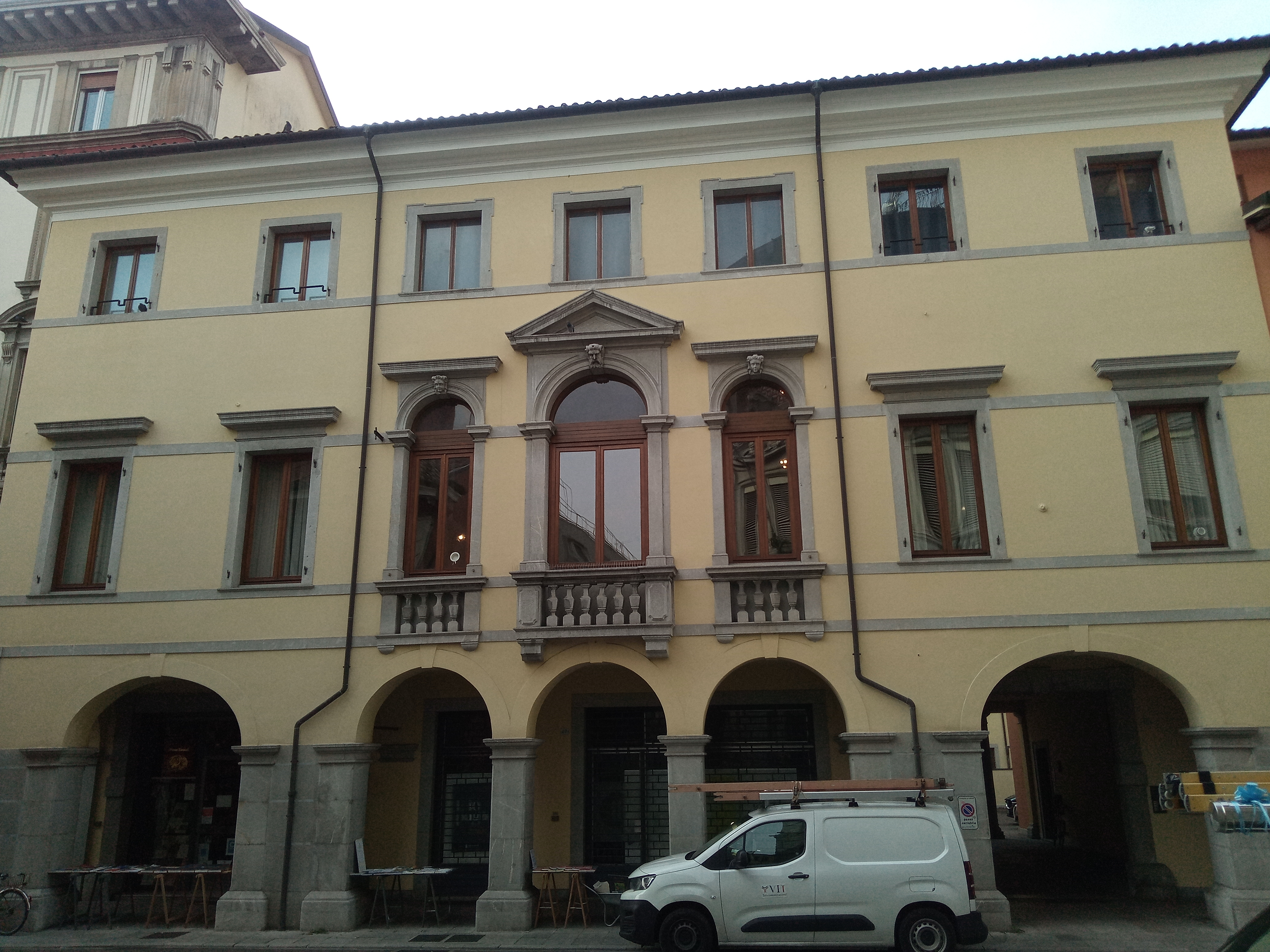
Palazzo Beretta
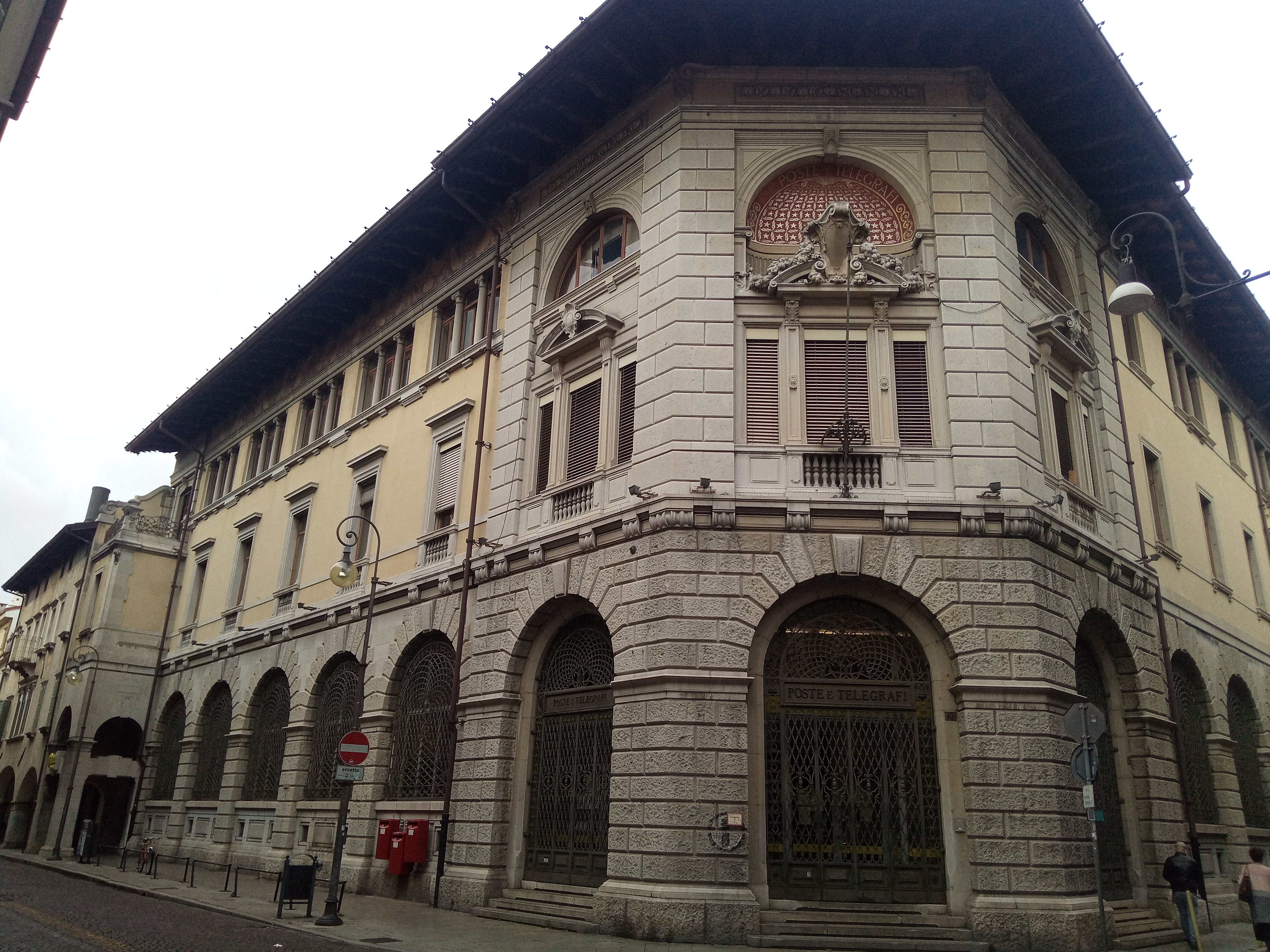
Palazzo delle Poste
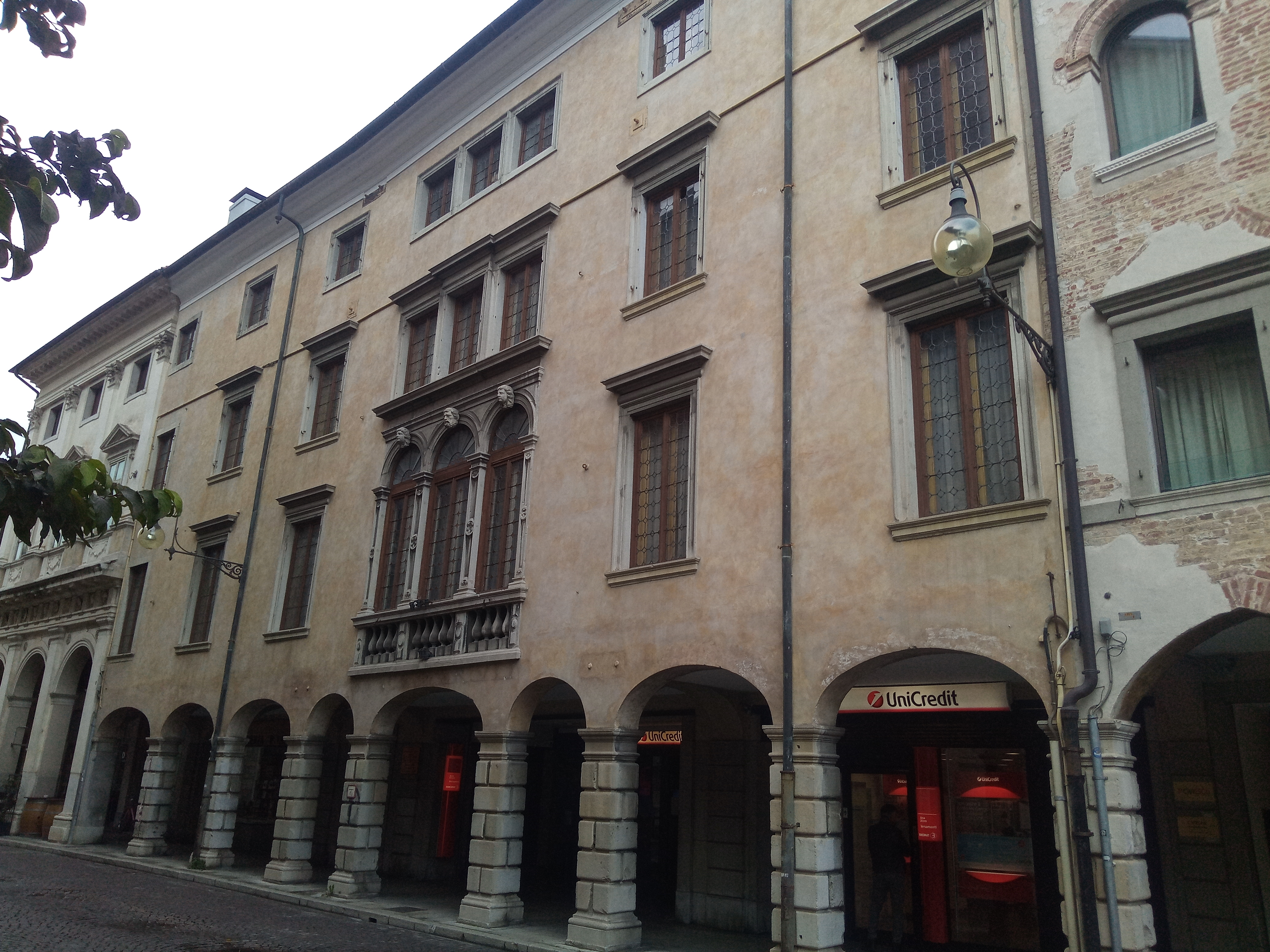
Palazzo Strassoldo-Manin

## Palazzi di piazza XX Settembre
- Palazzo Antivari Kechler
- Palazzo INA
- Palazzetto veneziano

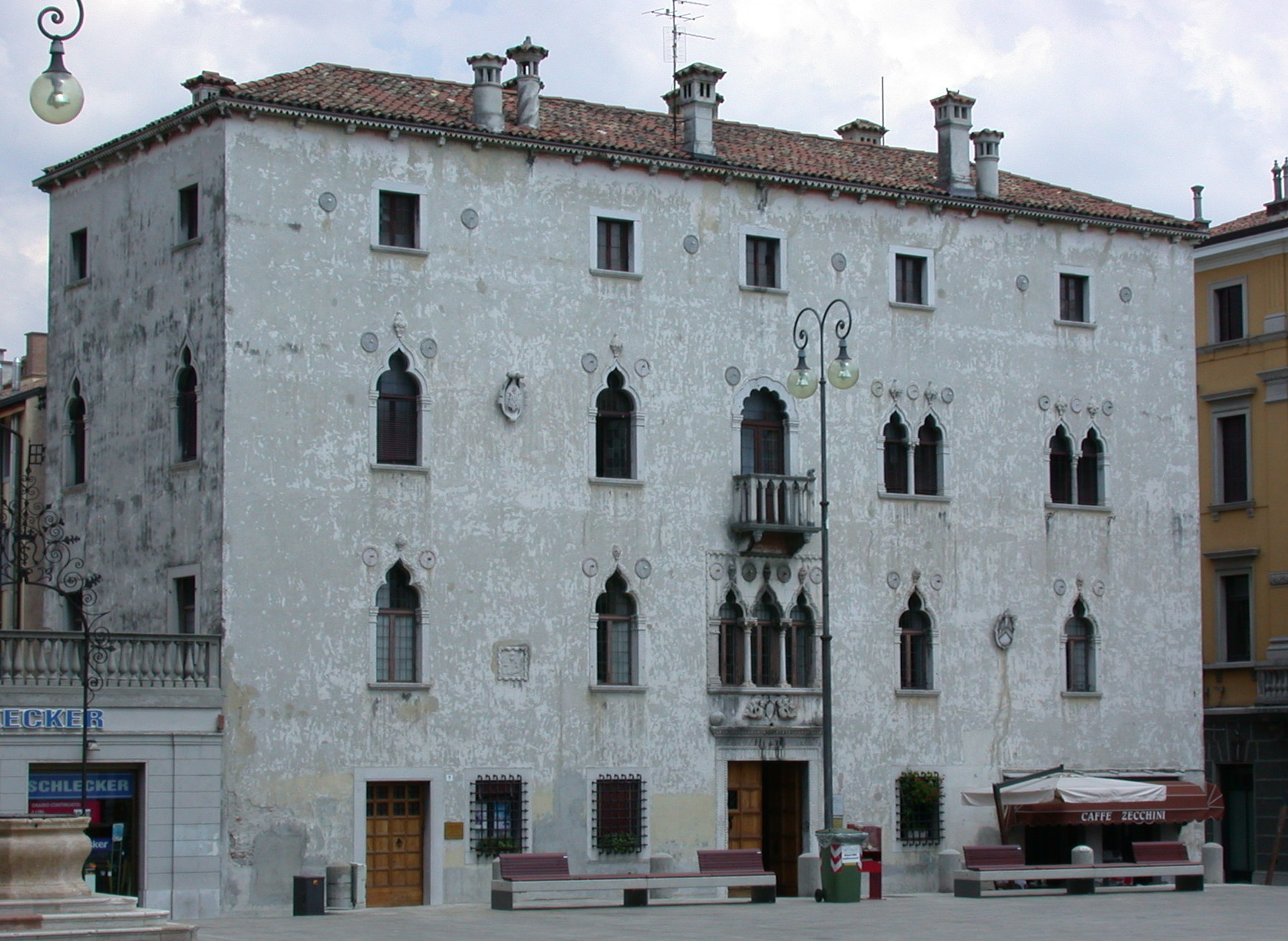
Palazzetto o Casa Veneziana
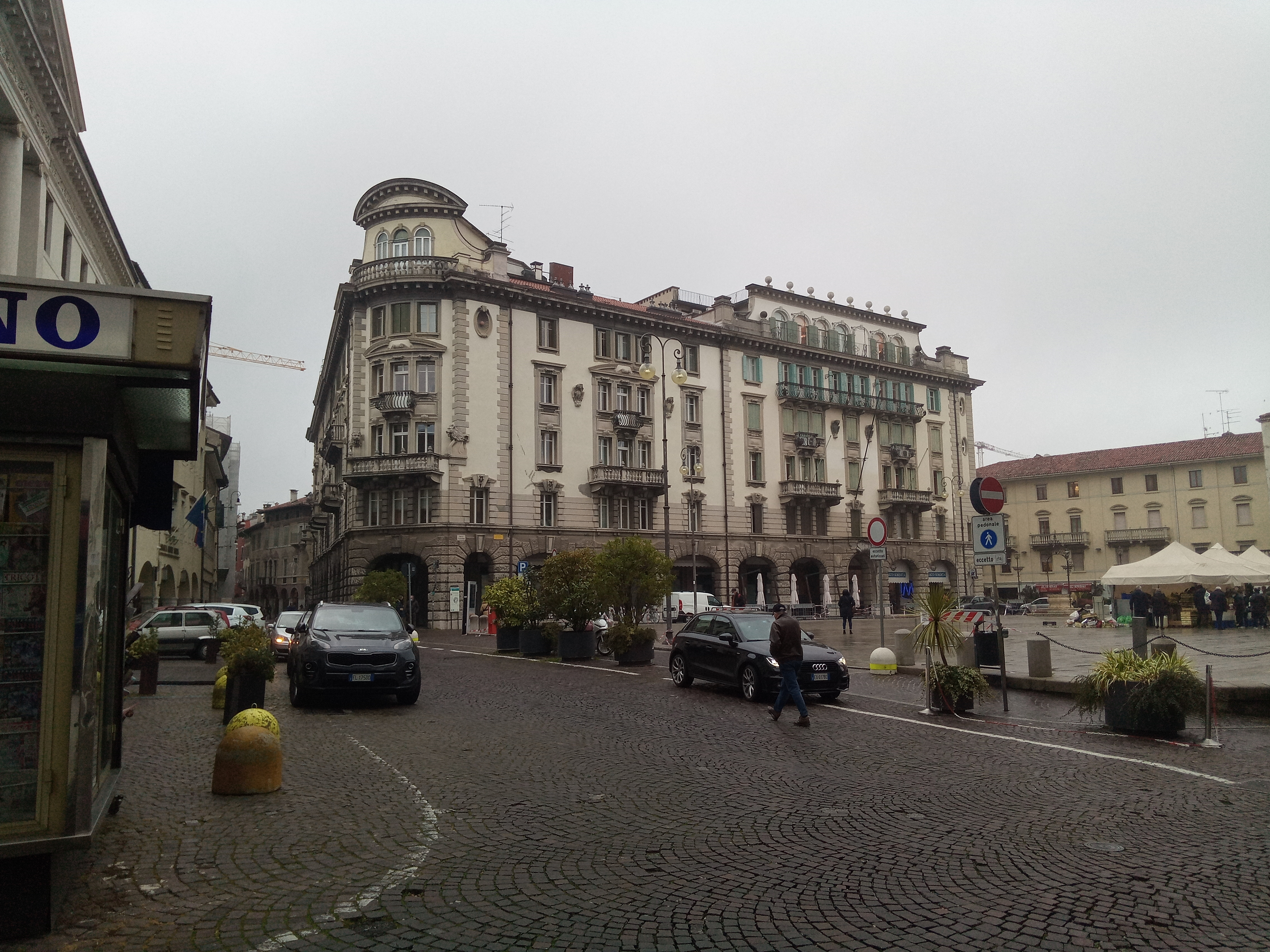
Palazzo INA
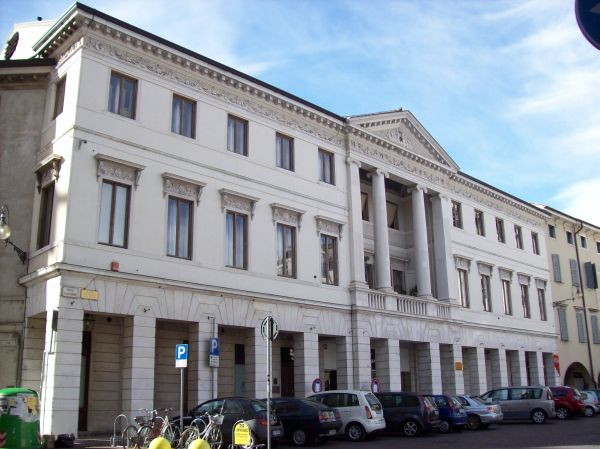
Palazzo Antivari-Kechler

## Palazzi di via Zanon

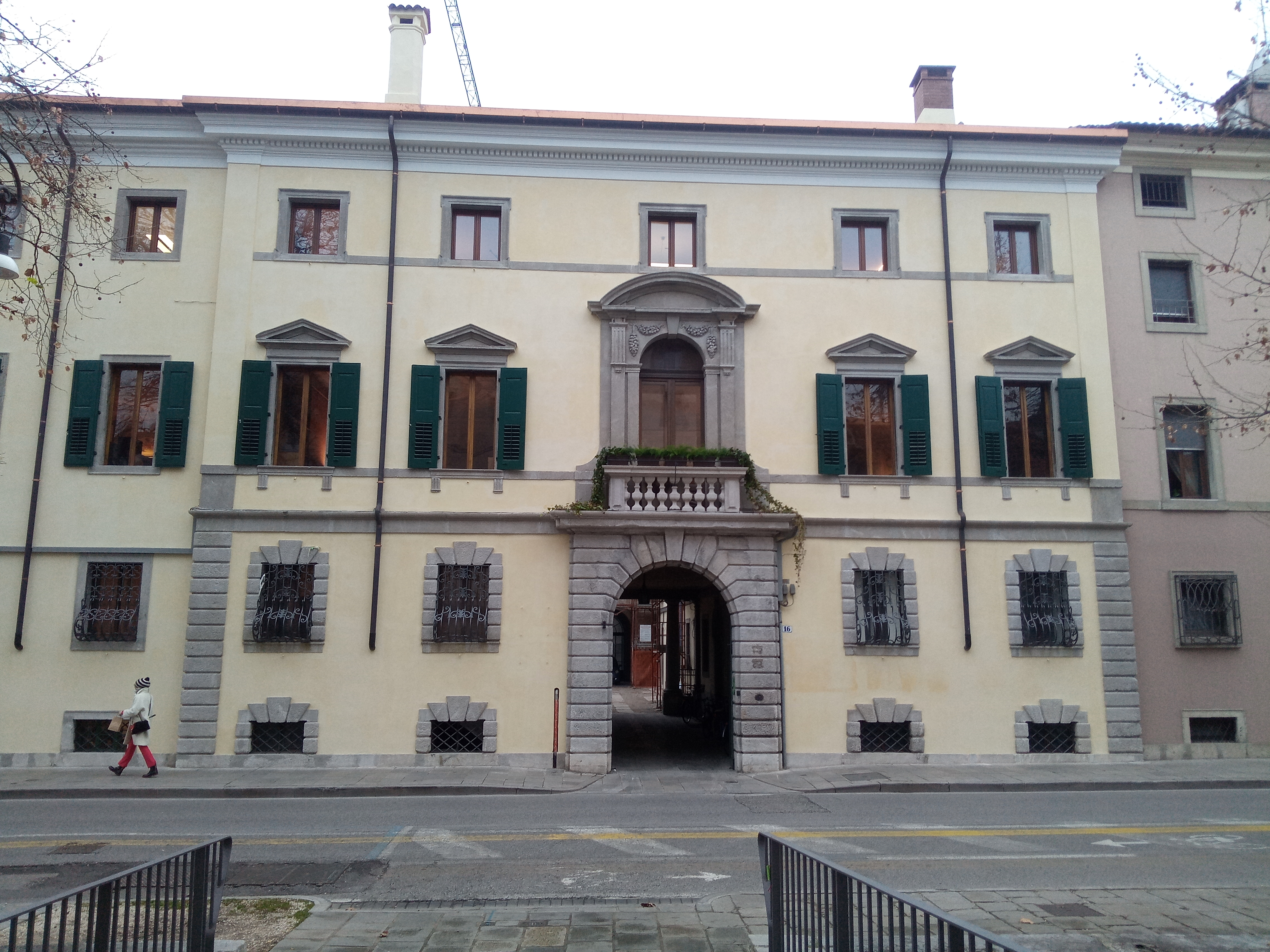
Palazzo di Brazzà
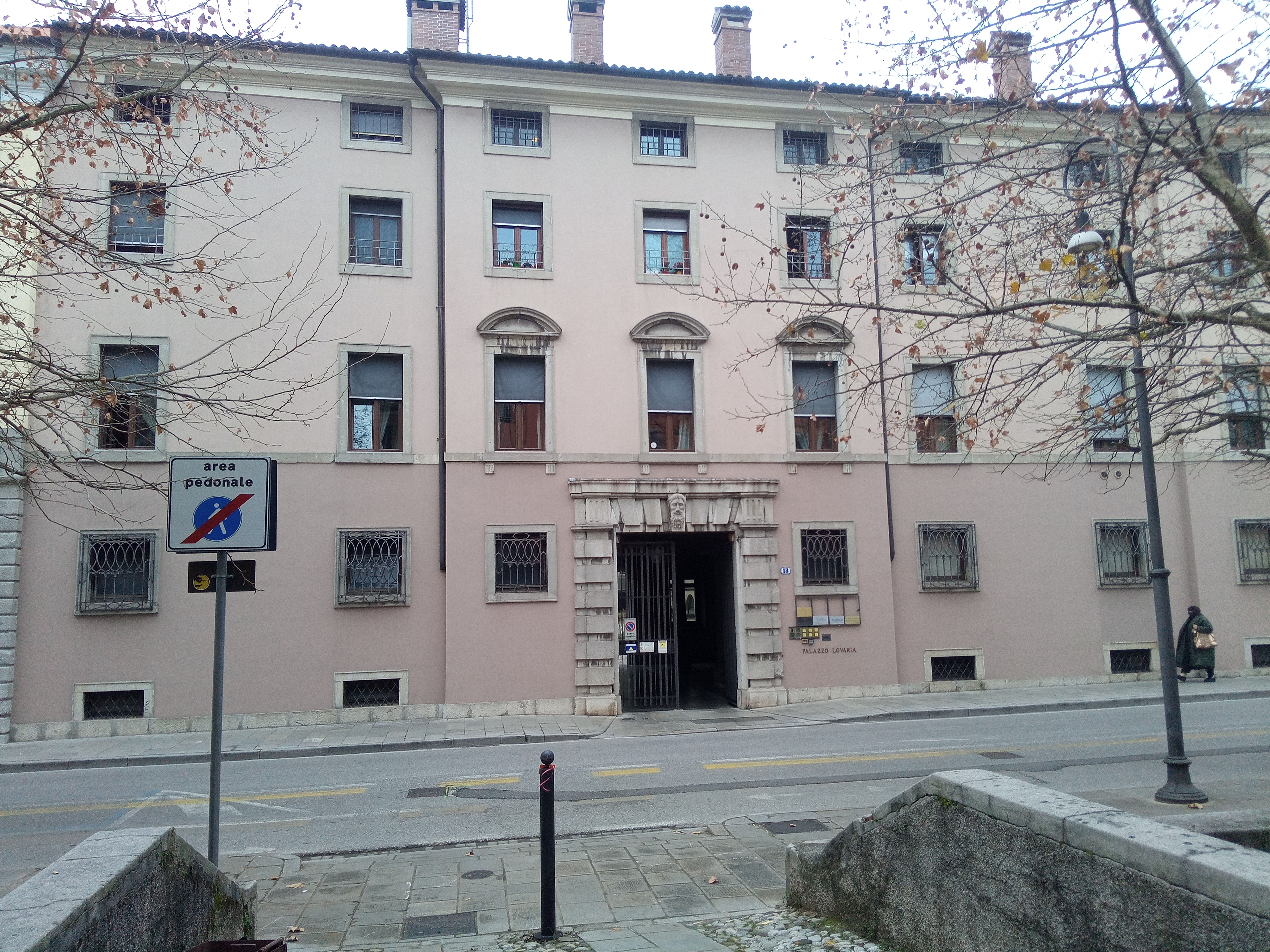
Palazzo Lovaria
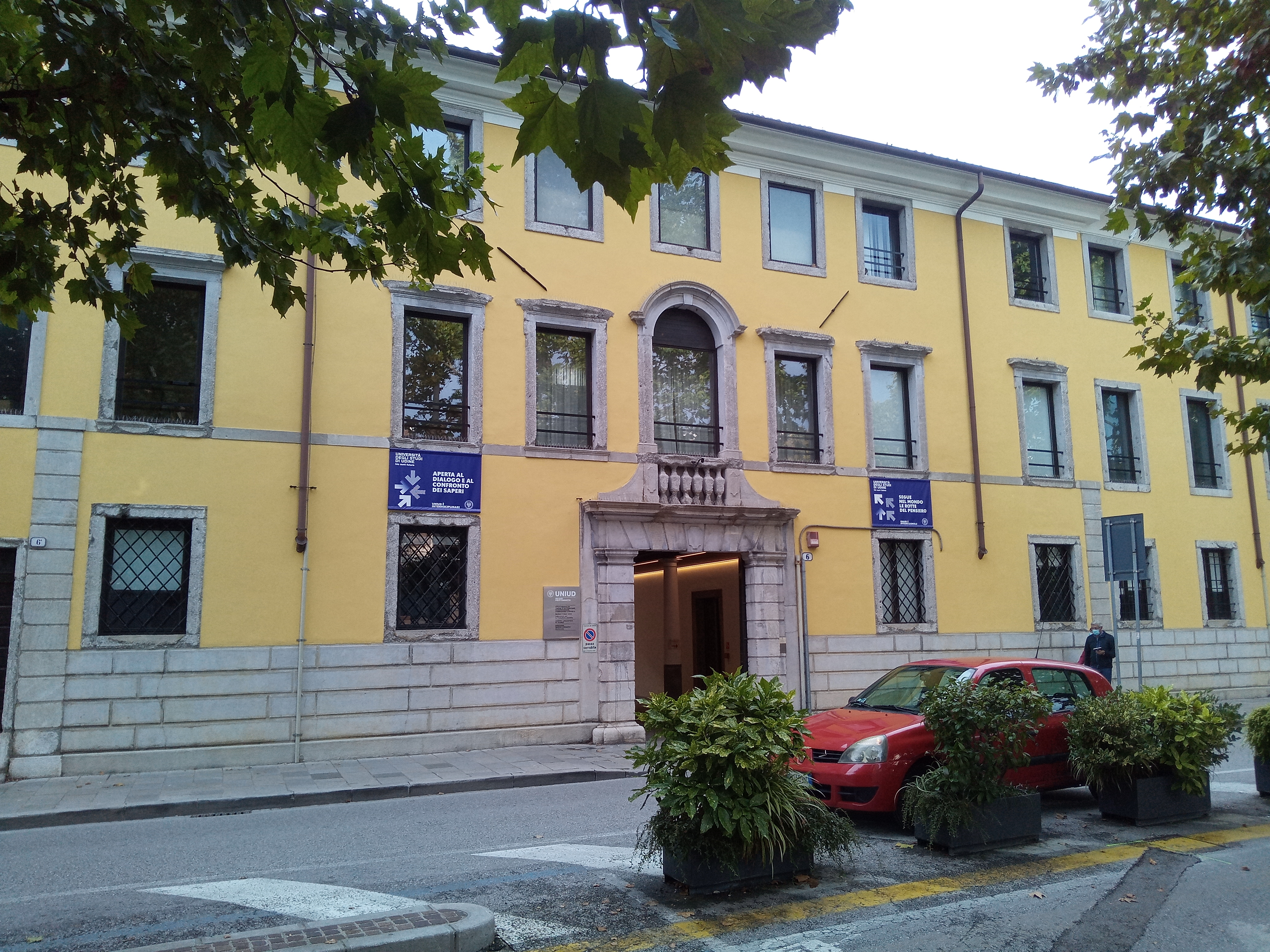
Palazzo Politi
- Palazzo Sbruglio
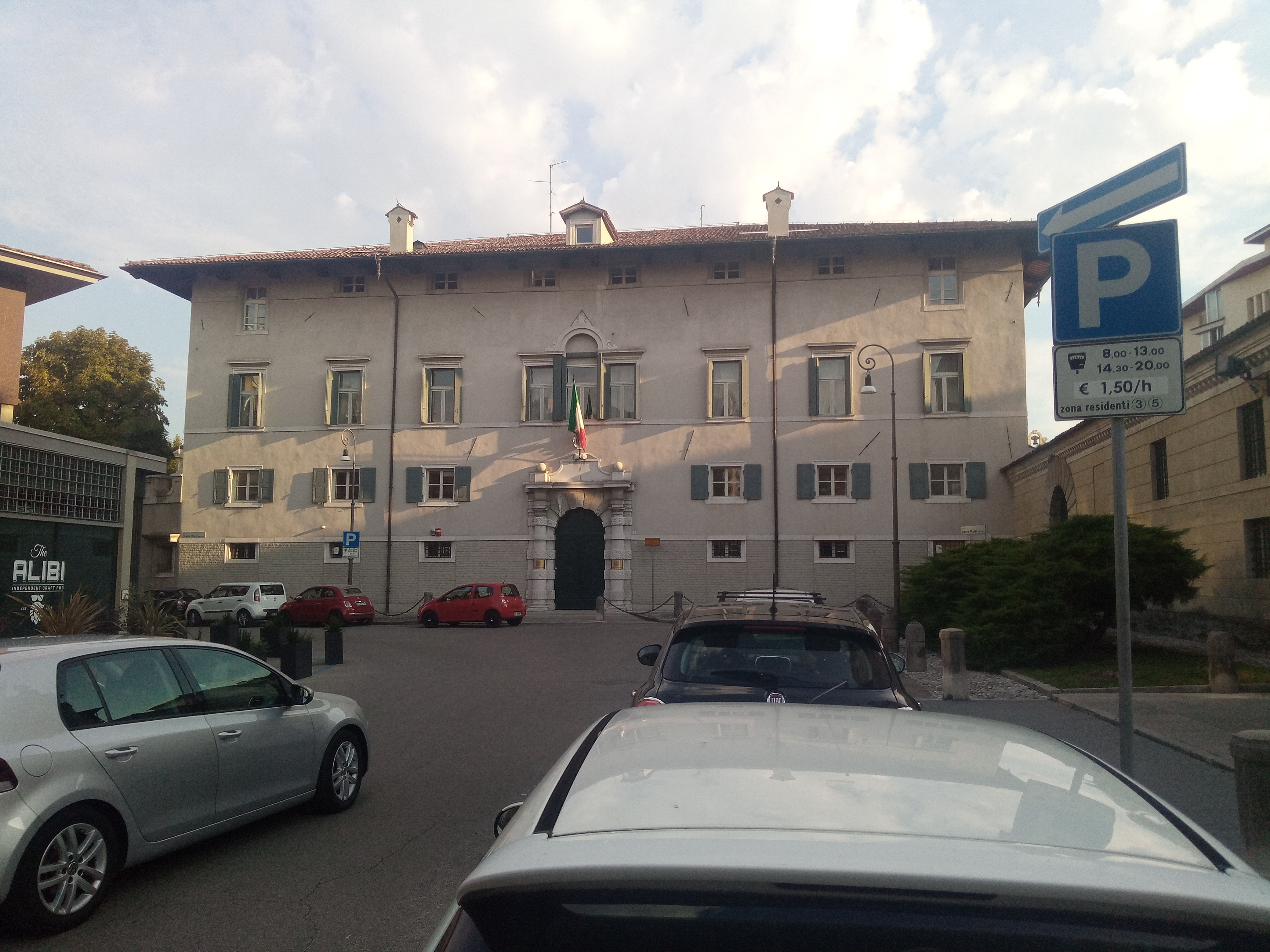
Palazzo Torriani-Manin
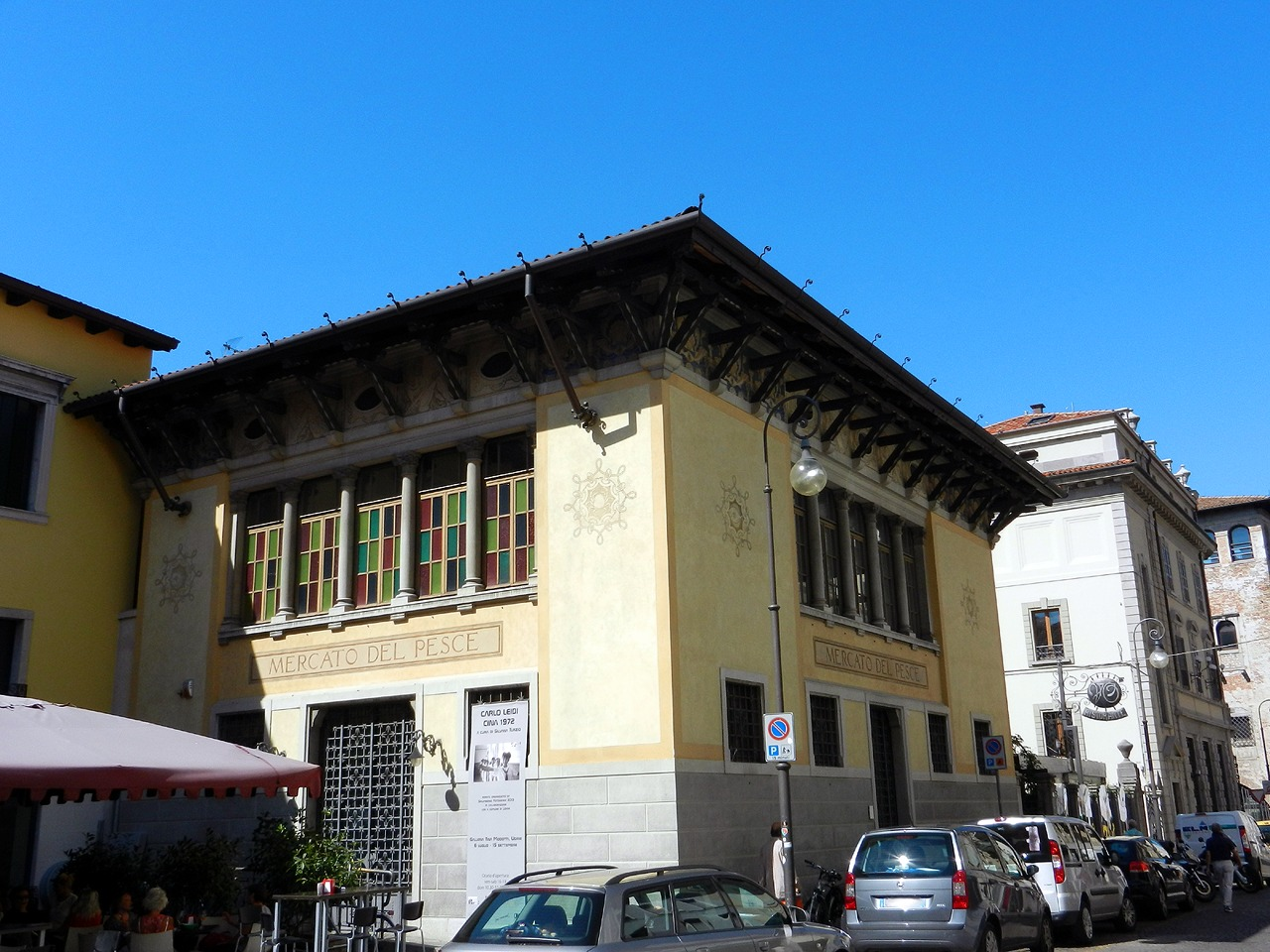
Antico Mercato del Pesce

- Palazzo di Brazzà
- Palazzo Lovaria
- Palazzo Politi
- Palazzo Torriani-Manin
- Antico Mercato del Pesce

## Palazzi di borgo Poscolle
- Casa medievale della Spezieria pei sani

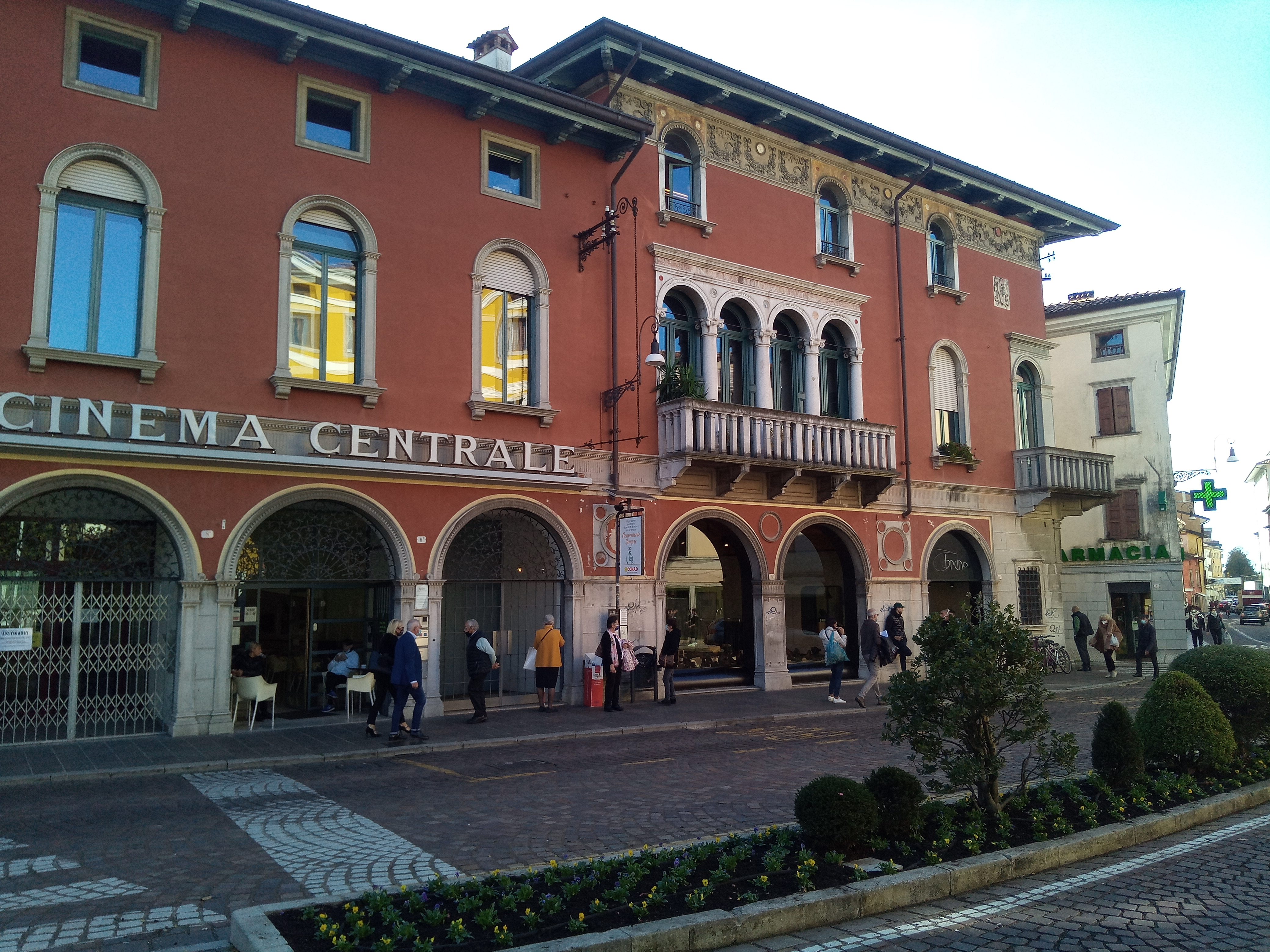
Palazzo della Frattina
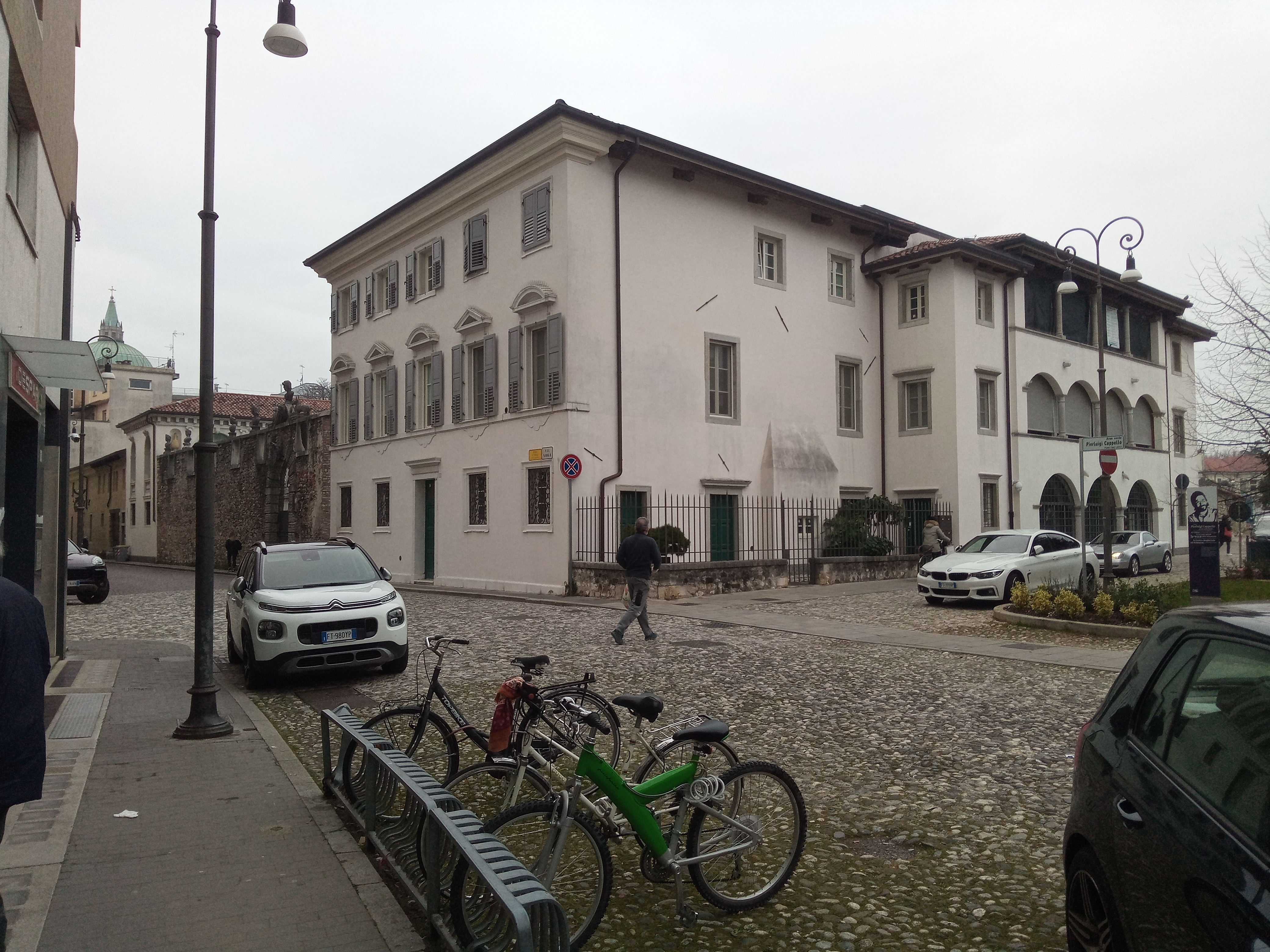
Palazzo Gorgo-Maniago
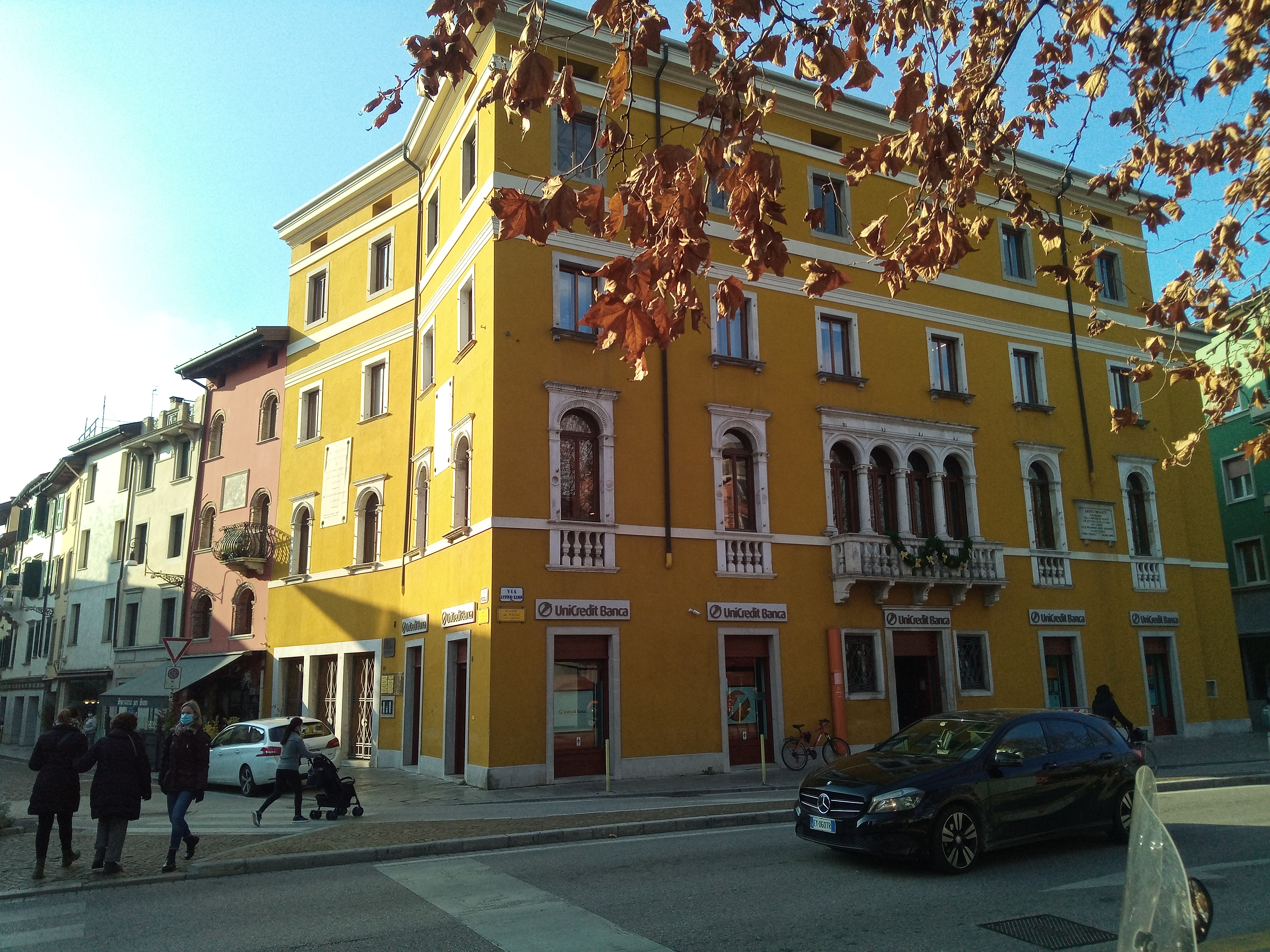
Palazzo Muratti

- Palazzo della Frattina
- Palazzo Gorgo Maniago
- Palazzo Muratti

## Palazzi di piazza Garibaldi-borgo Grazzano
- Palazzo Giacomelli, (XVII secolo), già sede del Museo friulano di storia naturale, oggi dopo la ristrutturazione dell'edificio è sede del nuovo Museo etnografico del Friuli. Davanti all'ingresso è stata riportata alla luce parte della vecchia roggia che scorre lungo tutta la via Grazzano e che è stata sotterrata.
- Palazzo Mangilli-Del Torso già Antonini, (XVI secolo), sede del Centro Internazionale di Scienze Meccaniche, all'interno opere di Andrea Urbani.

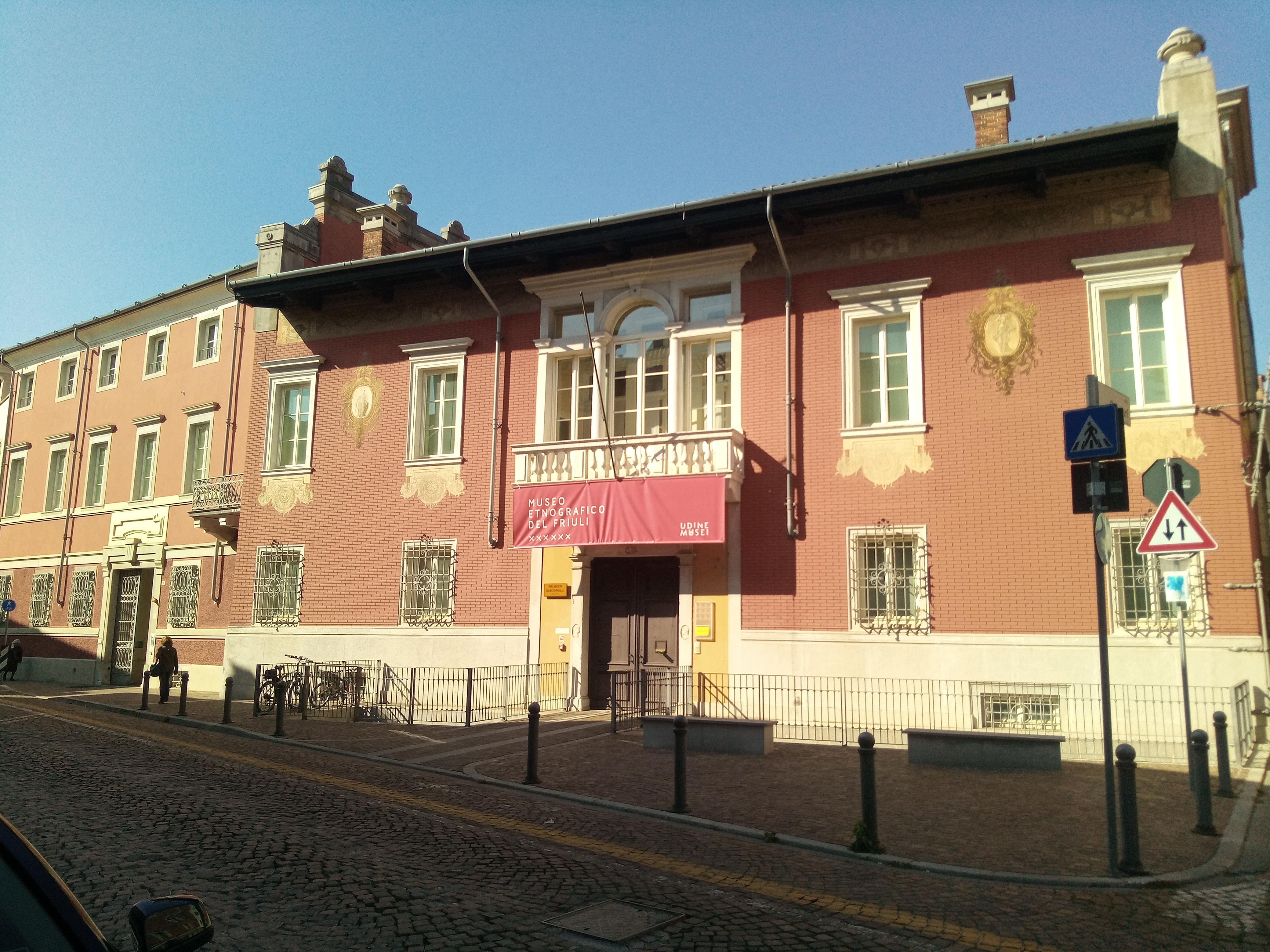
Palazzo Giacomelli
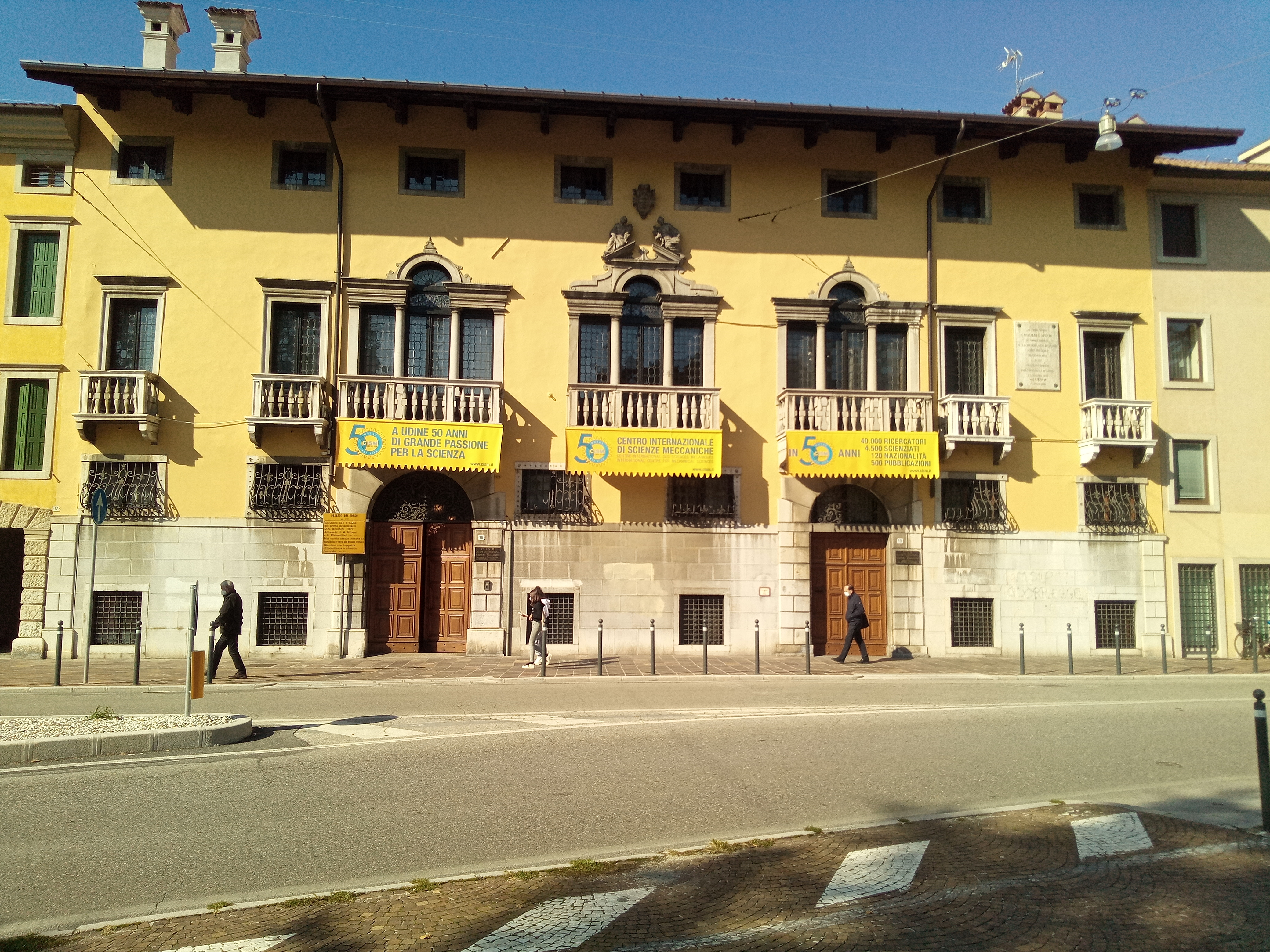
Palazzo Mangilli-Del Torso

## Torri e porte medievali
- Porta Aquileia
- Porta Manin o Torre di San Bartolomeo
- Porta Villalta
- Torre di Santa Maria, o Porta Torriani anticamente detta Porta Nuova, risale al 1295 e fa parte della IV cerchia delle mura medievali.

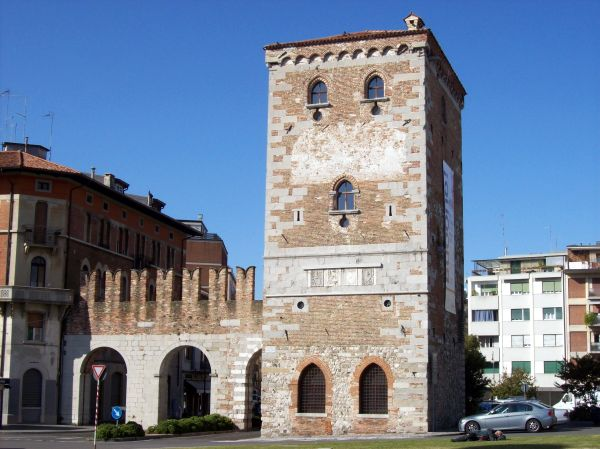
Porta Aquileia
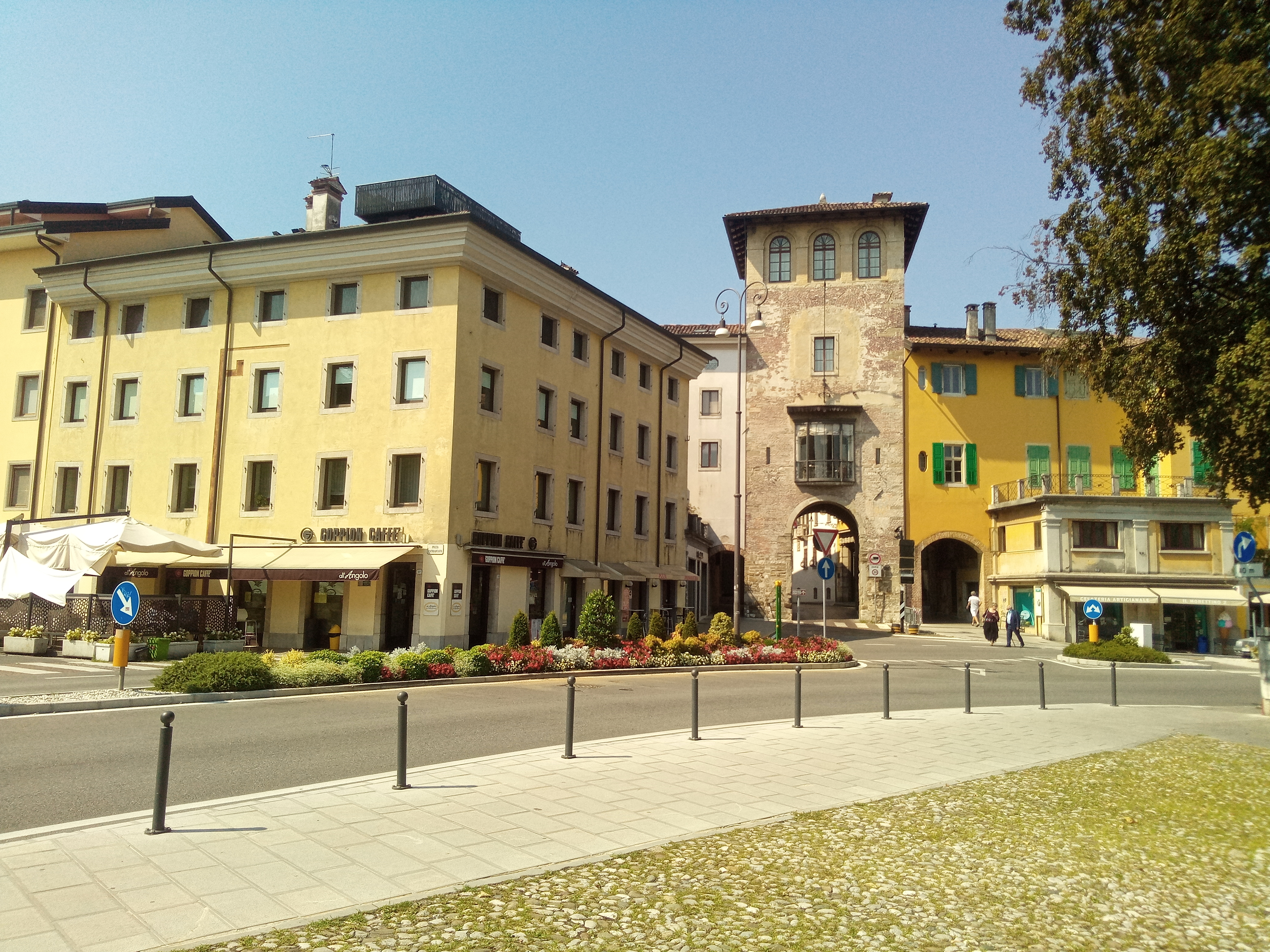
Porta Manin
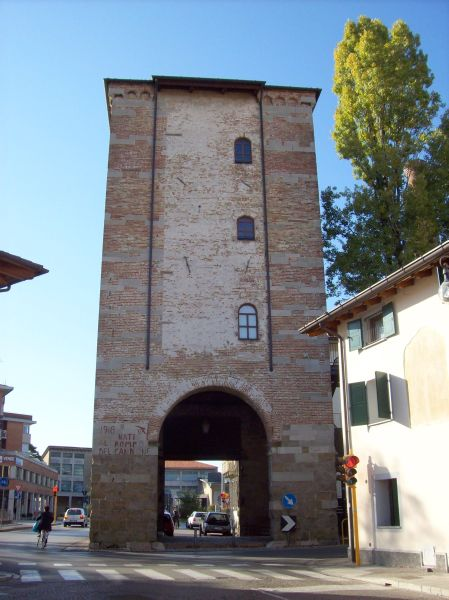
Porta Villalta
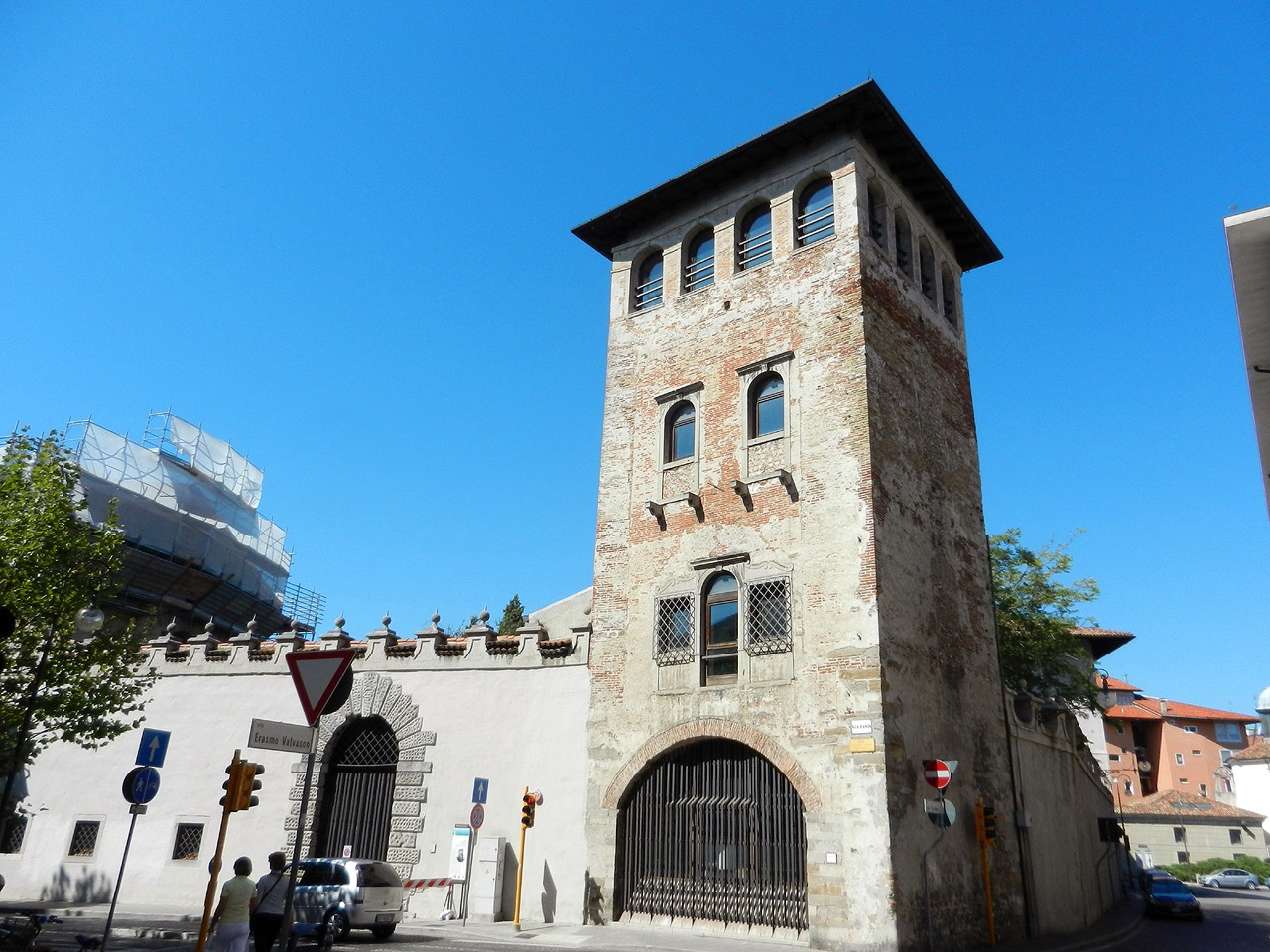
Torre Santa Maria o Porta Torriani